# ЧС7
ЧС7 (Чехословацкого производства, тип 7; заводские обозначения типа — с 82E1 по 82E9, сленговые названия «сарай загадок» и «челленджер») — пассажирский двухсекционный восьмиосный электровоз постоянного тока напряжением 3 кВ. Выпускался в период с 1983 по 1998 годы на заводе Škoda в городе Пльзень (Чехословакия, впоследствии Чехия) для железных дорог Советского Союза (а впоследствии России и Украины), всего выпущен 321 электровоз, большинство которых по состоянию на 2024 год находится в регулярной эксплуатации.
Является одним из самых мощных пассажирских электровозов постоянного тока, используемых в бывшем СССР (уступая только ЧС200 и ЧС6).
Электровоз получил прозвище "сарай", из-за своей характерной формы кузова.

## История

### Предпосылки к появлению

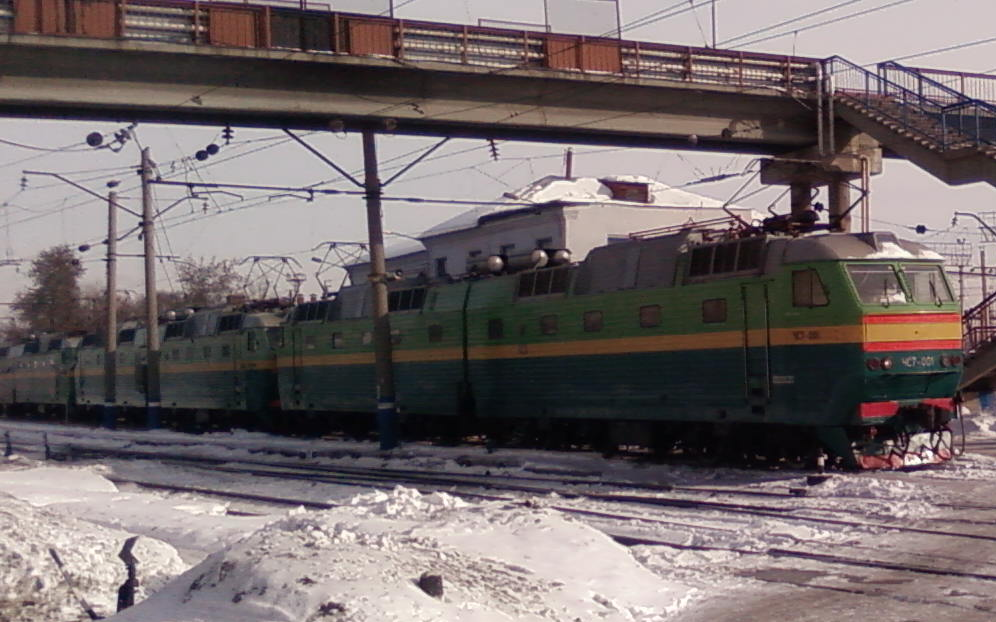
Первый произведённый электровоз ЧС7-001 приписки Локомотивного депо Челябинск ЮУЖД

К началу 1980-х пассажиропоток на советских железных дорогах достиг значительных размеров. Требовалось либо увеличить число пассажирских поездов, чего однако не позволял чрезвычайно высокий грузооборот железных дорог, либо увеличить пассажировместимость поездов за счёт увеличения числа вагонов (30 и более), а, следовательно, повысить вес поезда.
Для технического выполнения последней задачи требовались мощные пассажирские локомотивы. Однако, основу советского пассажирского электровозного парка на тот момент составляли шестиосные электровозы серий ЧС2 (постоянного тока) и ЧС4 (переменного тока), а также ВЛ60П (пассажирская модификация ВЛ60). Мощность этих электровозов составляла порядка 4200—5100 кВт, а сила тяги не превышала 17400 кгс, что было недостаточно для ведения 30-вагонных пассажирских поездов, к тому же их конструкция, разработанная ещё в конце 1950-х, весьма устарела. Схема управления ЧС2 всё же предусматривает возможность работы двух электровозов в системе многих единиц, но из-за ряда несовершенств системы (например, с ведущего электровоза нельзя было восстановить защиту тяговых электродвигателей на ведомом электровозе), такой вид тяги не применялся либо применялся крайне редко. Но заводского варианта СМЕ не существовало, в основном все работы проводились в депо или на Запорожском электровозоремонтном заводе в период середины 70-х годов.
С 1971—1972 годов завод Škoda начал выпускать электровозы разновидностей ЧС2Т и ЧС4Т. От своих прототипов эти электровозы отличались более совершенной конструкцией, а ЧС2Т — ещё и более высокой мощностью, однако и их силы тяги было всё же недостаточно. Помимо этого, со второй половины 1970-х на Октябрьской железной дороге эксплуатировалась партия восьмиосных электровозов постоянного тока ЧС6. Эти электровозы были созданы на базе скоростных ЧС200 за счёт изменения передаточного числа тяговых редукторов, а суммарная мощность их тяговых двигателей достигала 8400 кВт.
Однако, такие электровозы не подходили для вождения тяжеловесных пассажирских поездов, так как несоответствие между мощностью ТЭД и сцепным весом (164 т) не позволяло значительно увеличить силу тяги. К тому же у них не было сериесного (то есть последовательного) соединения всех восьми тяговых двигателей, что вынуждало к езде на реостатных позициях при относительно небольших скоростях (до 52 км/ч) и приводило к увеличению расхода электроэнергии. Таким образом, их конструкция требовала дальнейшего улучшения. В 1982 году чехословацкий завод Škoda принял заказ на разработку проекта мощного пассажирского электровоза, который бы смог вести поезд из 32 пассажирских вагонов. Заказчику, в лице МПС СССР, был предложен вариант проекта и с тиристорно-импульсной системой управления, но, ввиду того что на то время ремонтная база попросту не была готова к таким электровозам, проект свернули и по сути, получили вариант с реостатно-контакторной системой управления тяговым приводом. Также в этом проекте были оговорен вариант применения тяговых двигателей от ЧС6/ЧС200.

### Производство
Для вождения тяжёлых поездов в 1982 году на заводе Škoda были созданы проекты универсальных восьмиосных пассажирских электровозов переменного (см. ЧС8) и постоянного тока, которые предназначались для вождения тяжёлых пассажирских поездов на ломаных профилях. При проектировании нового электровоза постоянного тока за основу была взята конструкция электровозов ЧС6 и ЧС200, в которую внесли ряд изменений:
- было добавлено последовательное (сериесное) соединение всех восьми тяговых электродвигателей для езды на малых скоростях;
- изменилась форма кузовов, длина электровоза по осям автосцепок при этом возросла с 32 800 (ЧС6 и ЧС200) до 34 040 мм;
- вместо жёсткой сцепки-тяги секции стали соединяться друг с другом с помощью обычной автосцепки типа СА-3;
- на каждой из секций вместо двух токоприёмников был предусмотрен только один, так как уменьшились пусковые токи;
- улучшена система реостатного торможения;
- более совершенные вспомогательные машины;
- изменено расположение основного оборудования.

В то же время, по непонятным причинам, на электровозе вместо мощных тяговых электродвигателей 1AL-4741FLT (как на ЧС200 и ЧС6) с часовой мощностью 1050 кВт было решено применить электродвигатели типа 1AL-4846dT, ранее применённые на серии ЧС2Т, имевших часовую мощность 770 кВт; передаточное число редукторов при этом изменилось с 2,079 (79:38) у ЧС6 на 1,733 (78:45) у ЧС7.
Осенью 1983 года без предварительной постройки опытных образцов заводы Škoda выпустили партию из 20 электровозов, которые получили заводское обозначение 82E1, а Министерство путей сообщения СССР дало им обозначение серии ЧС7. Этим объясняется отсутствие в серии 82E локомотива-прототипа (типа 82E0). Машины поровну поделились между двумя депо — Челябинск-Главный Южно-Уральской и Москва-Киевская Московской железных дорог, причём у электровоза ЧС7-011, ещё по пути следования с завода в депо приписки, по неизвестным причинам сгорела одна из секций. Дальнейший выпуск электровозов ЧС7 по годам приведён в нижеследующей таблице.
| Год       | Заводской тип | Количество, штук | Номера    |
| --------- | ------------- | ---------------- | --------- |
| 1983      | 82E1          | 20               | 001 — 020 |
| 1984      | 82E2          | 20               | 021 — 040 |
| 1985      | 82E3          | 35               | 041 — 075 |
| 1986      | 82E4          | 35               | 076 — 110 |
| 1987      | 82E5          | 40               | 111 — 150 |
| 1988      | 82E6          | 60               | 151 — 210 |
| 1989      | 82E7          | 30               | 211 — 240 |
| 1990      | 82E8          | 45               | 241 — 285 |
| 1992      | 82E9          | 1                | 286       |
| 1994-1997 | 82E9          | 35               | 287 — 321 |

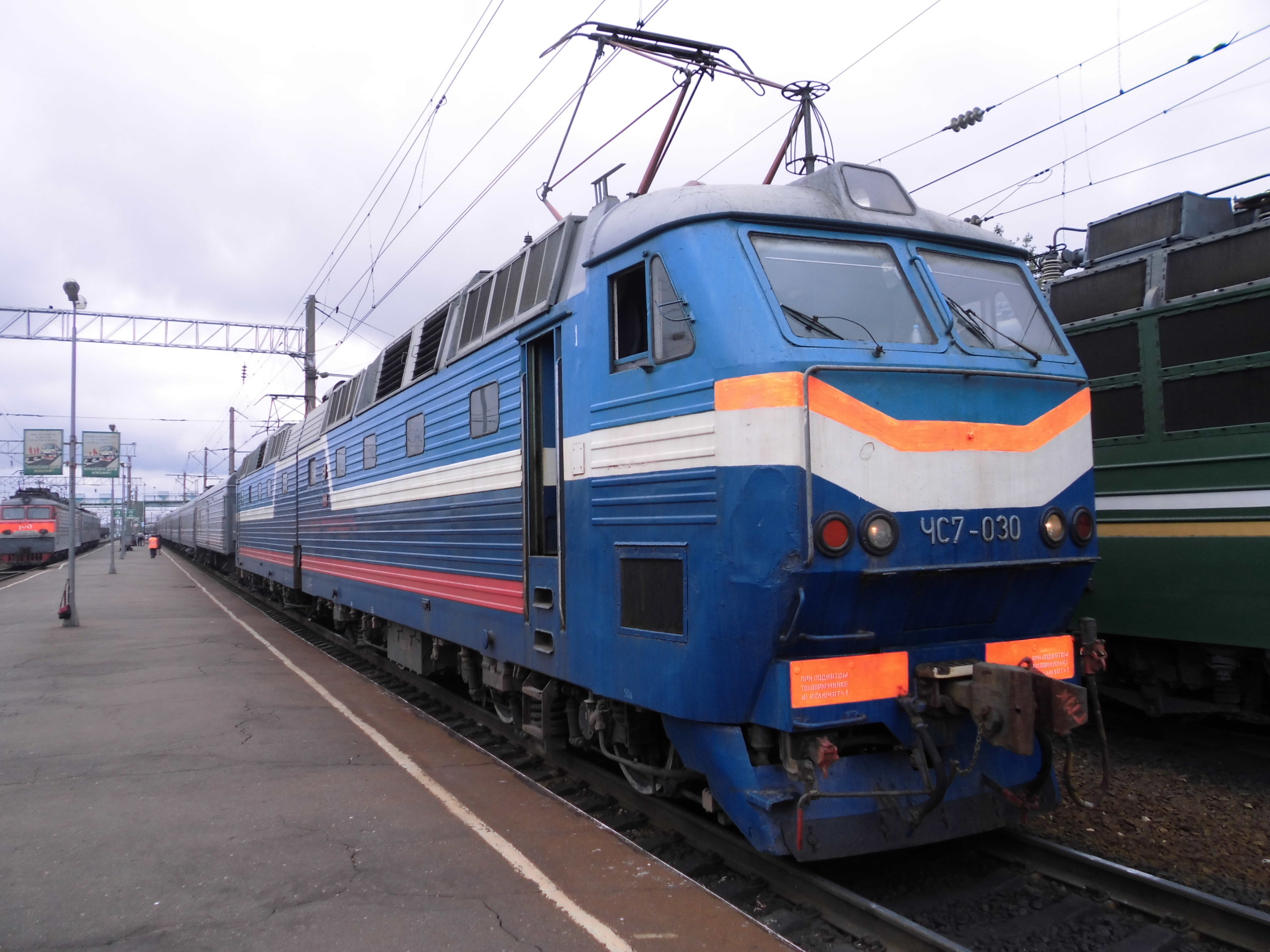
ЧС7-030 на станции Вязьма

ЧС7-209 стал для завода Škoda юбилейным 5000-м построенным электровозом, а также героем фильма «Вождение пассажирских поездов».

## Общие сведения
Электровозы ЧС7 предназначены для вождения скорых пассажирских поездов дальнего следования на наиболее загруженных пассажиропотоком железнодорожных линиях колеи 1520 мм, электрифицированных постоянным током напряжения 3 кВ. В отличие от электровозов ЧС200/ЧС6, на базе которых они были созданы, ЧС7 в большей мере ориентированы на вождение более длинных тяжеловесных пассажирских составов, но с меньшими скоростями.
Электровоз ЧС7 имеет конструктивный аналог для линий переменного тока напряжения 25 кВ — ЧС8, который по конструкции механической части и внешне практически не отличается от ЧС7 (за исключением расположения окон, конструкции крышевого оборудования и несколько меньшей длины кузова и рам тележек), но вследствие меньших величин силы тока в контактной сети может развивать бо́льшую мощность. В то же время по конструкции электрической части ЧС8 схожи с электровозами ЧС4Т.

### Технические характеристики

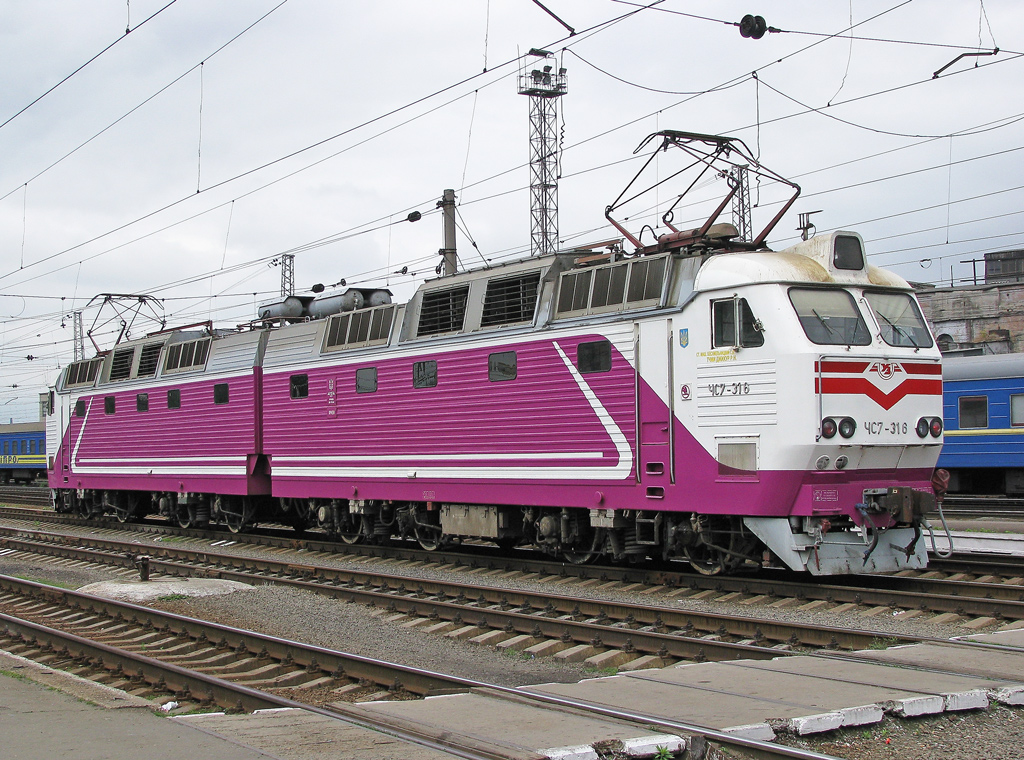
ЧС7-316 в фирменной бело-фиолетовой окраске УЗ с двумя поднятыми токоприёмниками

Основные технические характеристики электровоза ЧС7:
- Размеры:
  - Основные размеры:
    - Длина — 2 × 17 020 = 34 040 мм
    - Высота по кузову от уровня головок рельс — 4450 мм
    - Высота по опущенному токоприёмнику — 5120 мм
    - Максимальная высота токоприёмника — 6800 мм
    - Ширина — 3000 мм

  - Размеры ходовой части:
    - Колёсная база секции — 11 100 мм
    - Шкворневая база секции — 7900 мм
    - Колёсная база тележек — 3200 мм
    - Диаметр колёс — 1250 мм
    - Минимальный радиус проходимых кривых — 100 м
- Массо-весовые характеристики:
  - Сцепной вес — 2 × 86 = 172 т
  - Нагрузка от оси на рельсы — 21,5 т
- Тяговые характеристики:
  - Напряжение и род тока — 3 кВ постоянного тока
  - Передаточное отношение редуктора — 1,733
  - Длительная мощность ТЭД — 2 × (4 × 747,5) = 5980 кВт
  - Скорость
    - при безреостатном сериесном соединении — 20 км/ч
    - максимальная при безреостатном сериес-параллельном соединении — 42 км/ч
    - длительного режима — 91,1 км/ч
    - длительного режима при 70 % возбуждения — 110 км/ч
    - максимальная эксплуатационная — 160 км/ч
    - конструкционная — 180 км/ч

  - Сила тяги:
    - максимальная при трогании с места — 320,2 кН (33 тс)
    - максимальная при безреостатном сериесном соединении — 338 кН (34,5 тс)
    - максимальная при безреостатном сериес-параллельном соединении — 290 кН (29,6 тс)
    - длительного режима — 246,8 кН (25 тс)
    - длительного режима при 70 % возбуждения (110 км/ч) — 216 кН (22 тс)
    - максимальная при максимальной эксплуатационной скорости (47,5 % возбуждения) — 150 кН (15,3 тс)
    - максимальная при конструкционной скорости (40 % возбуждения) — 130 кН (13,3 тс)

  - Мощность реостатного тормоза (при скоростях более 40 км/ч) — 6500 кВт

### Нумерация и маркировка
Электровозы ЧС7 получали трёхзначные номера, начиная с 001. Снаружи обозначение серии и номера электровоза наносилось на лобовой части между буферными фонарями и с правого борта каждой секции под правым боковым окном кабины машиниста. Маркировка выполнялась объёмными металлическими символами в виде ЧС7-XXX, где XXX — номер электровоза. Секции одного электровоза, в отличие от советской системы (где используются русские заглавные буквы в алфавитном порядке), получали дополнительные обозначения цифрами (соответственно 1 и 2), которые наносились краской возле окон кабин.

### Варианты окраски
С завода электровозы ЧС7 получали трёхцветную окраску кузова по следующей схеме: светло-зелёный верх, тёмно-зелёный низ и кремовая (или реже светло-серая) горизонтальная полоса-разделитель между ними, спереди, на лобовой части над и под разделительной полосой на всех поставлявшихся машин были белые полосы, которые уже в депо красились в красный или оранжевый флюоресцентный цвета. Крыша локомотивов окрашивалась в серый цвет, причём крыша кабин была окрашена в тон с верхней частью кузова.
Со временем в различных локомотивных депо были разработаны собственные схемы окраски машин. В депо им. Ильича (Москва-Белорусская и Москва-Киевская) применяется окраска в сине-бело-голубую схему (голубой верх, синий низ, белая полоса-разделитель с зигзагом). Москва-Курская применяет сложную зелёно-жёлтую схему c основным зелёным цветом, жёлтой зигзагообразной полосой и декоративными узорами в лобовой части, а также синевато-зелёным обрамлением лобовых стёкол. Челябинск красил несколько электровозов в красный цвет для вождения фирменного поезда Челябинск — Москва «Южный Урал». В настоящее время в РФ ЧС7 планомерно в ходе ремонтных работ перекрашиваются в красно-серые корпоративные цвета РЖД, в связи с чем встретить электровоз в классической заводской окраске практически не реально.
На Украине в депо Днепропетровск имеются электровозы разных окрасок, среди которых выделяются покрашенные в бело-розовую схему машины, предназначенные для скоростного поезда Днепропетровск — Киев. Это ЧС7-288,296,298,299,303,316. В депо Харьков-Главное преобладают машины синего цвета с белыми полосами — это цвета экспресса Харьков—Москва, хотя сейчас[когда?] многие из них перекрашены в сине-голубую стандартную схему Укрзализницы (УЗ). По состоянию на 2019 год многие украинские машины имеют лишь два варианта окраски кузовов.

ЧС7 в различных вариантах окраски
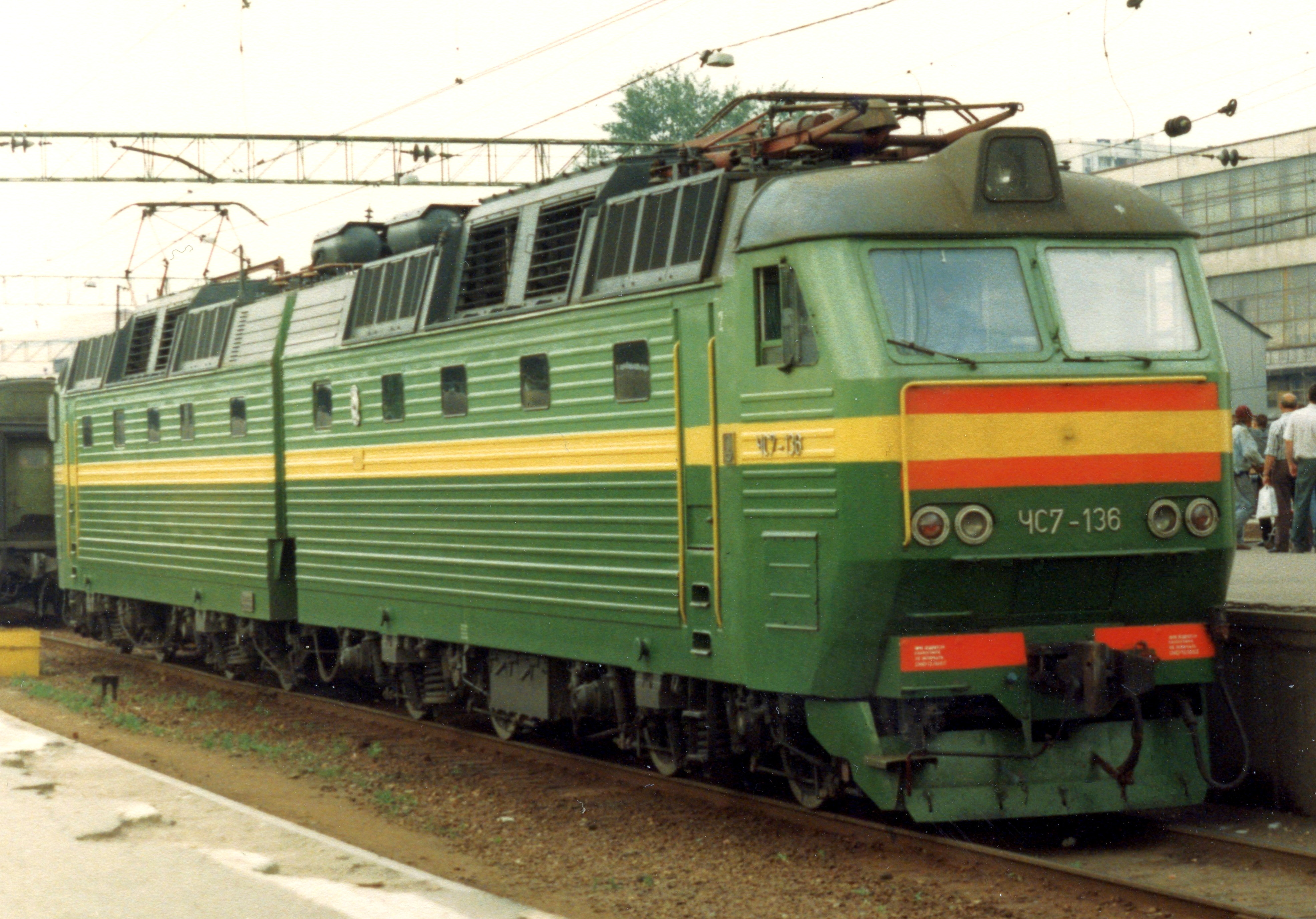
ЧС7-136 в окраске, близкой к классической заводской, у Ярославского вокзала (Москва)
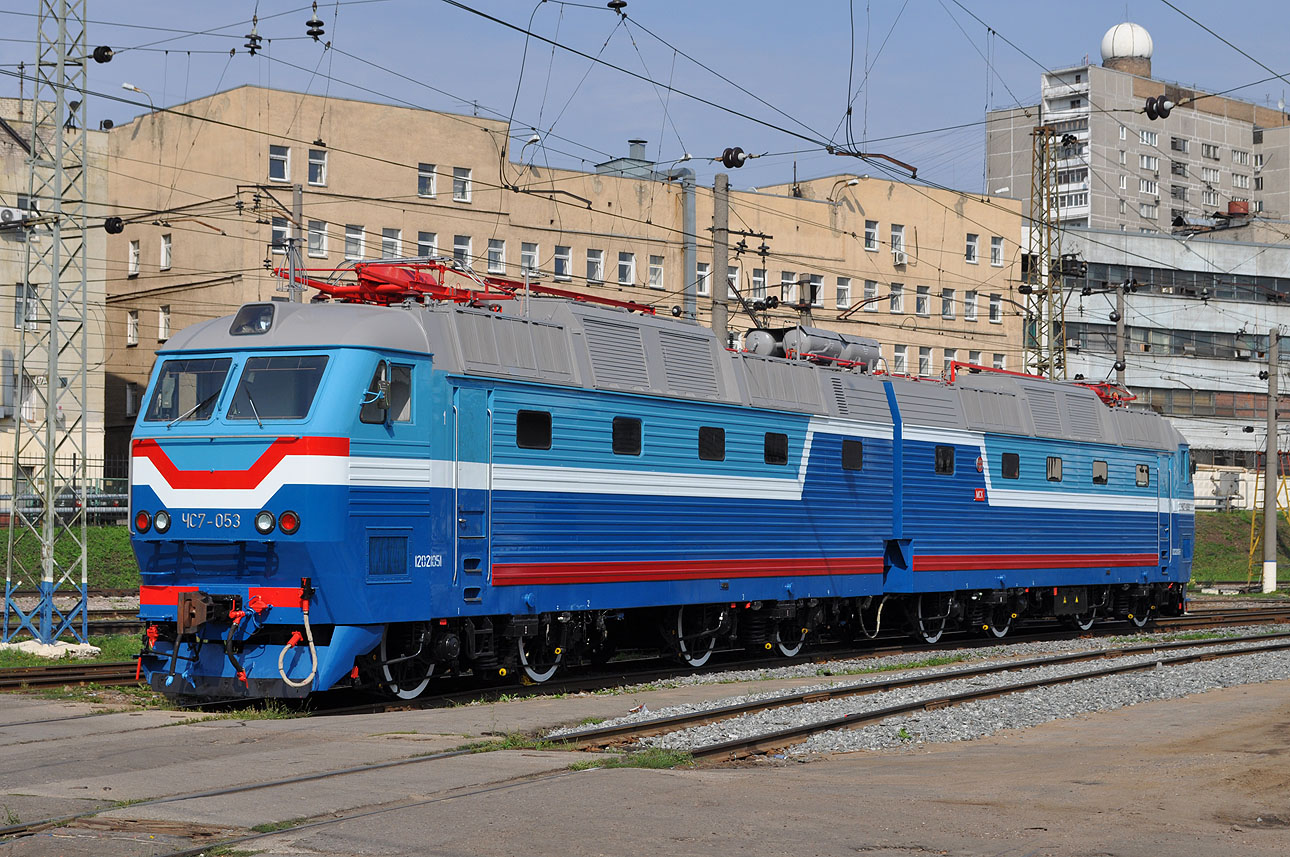
ЧС7-053 в сине-голубой окраске с белой полосой МЖД, у депо им. Ильича (Москва)
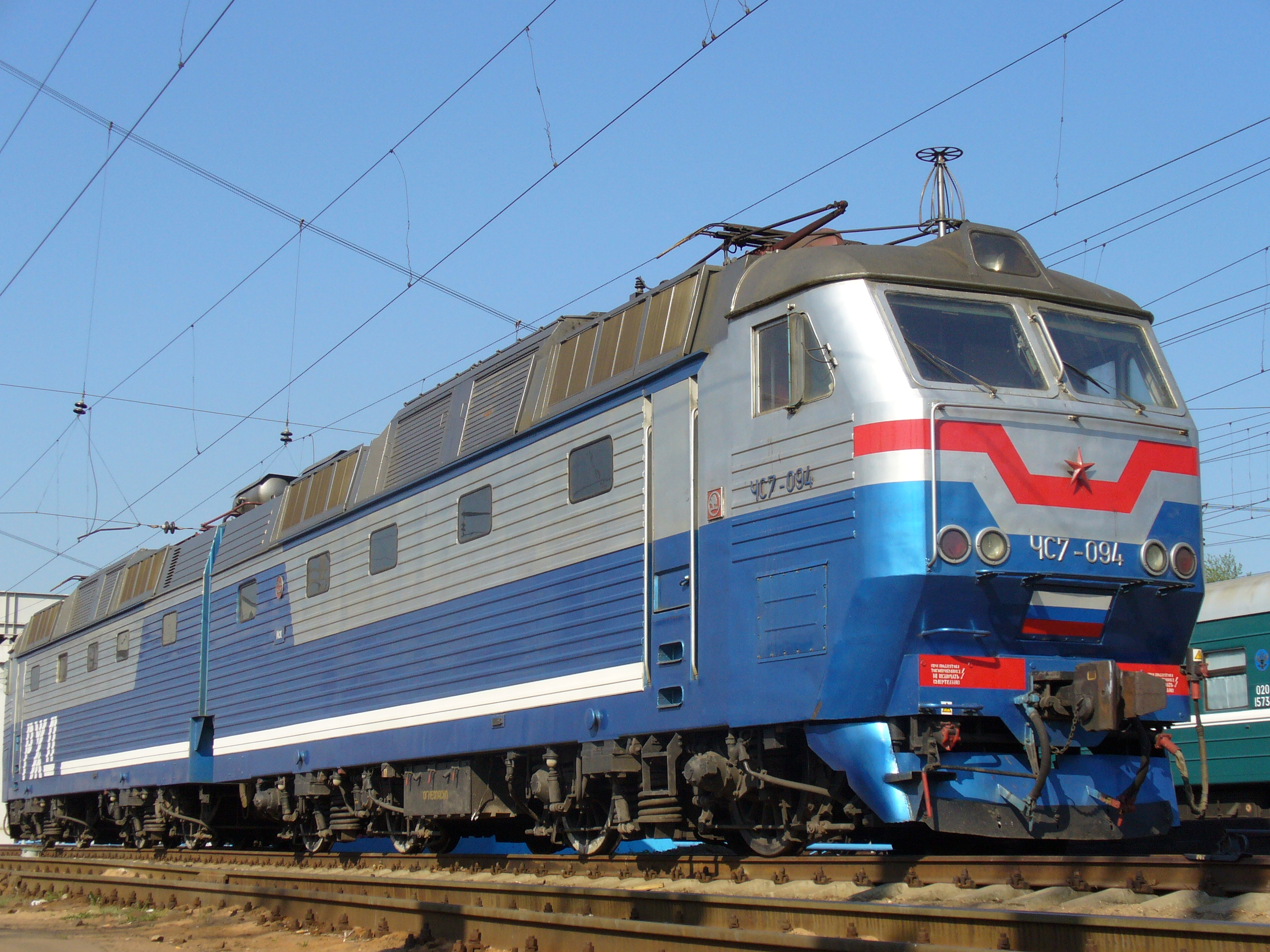
ЧС7-094 в серо-синей окраске МЖД 2000-х годов у Киевского вокзала (Москва)
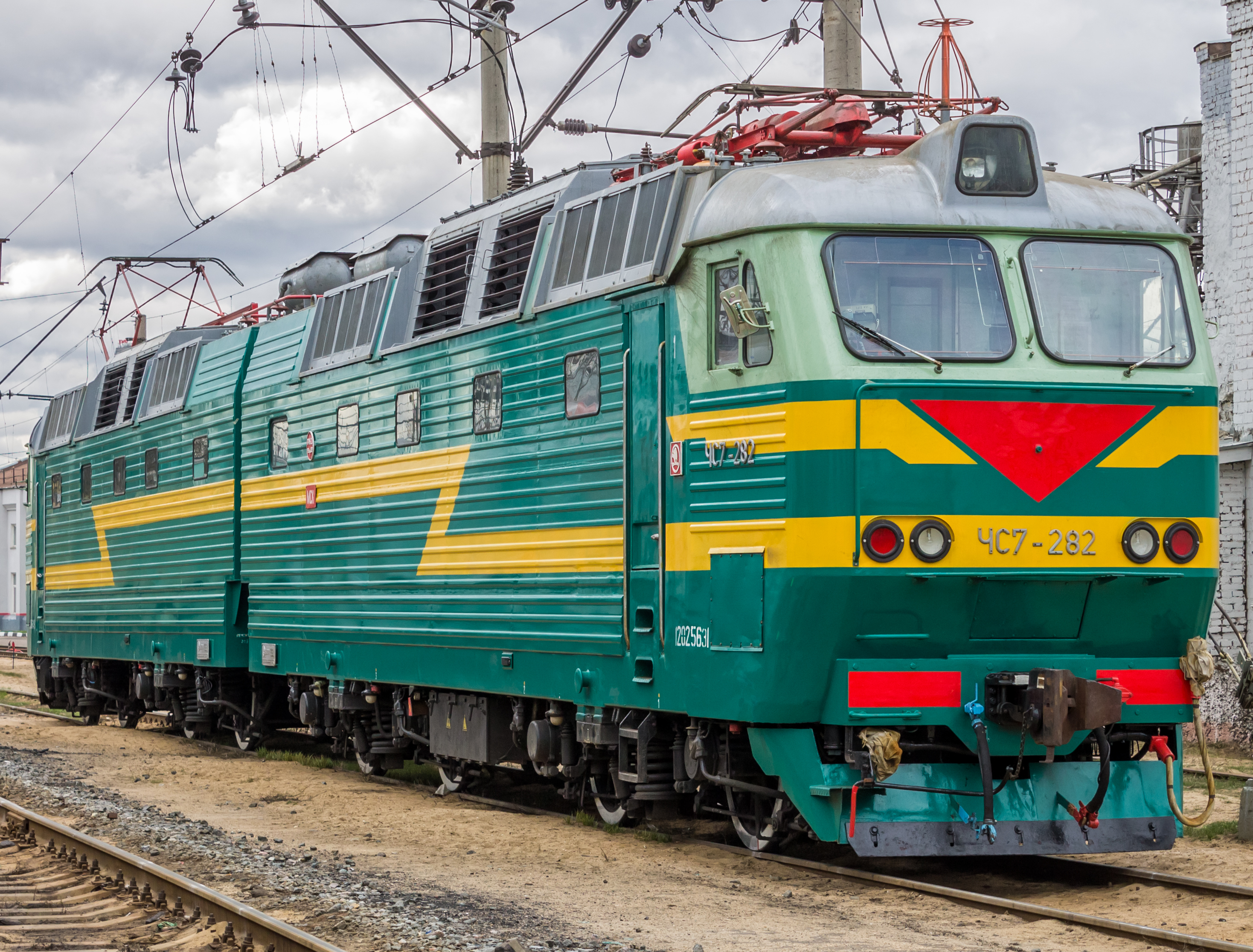
ЧС7-282 депо Москва-Курская в стандартной окраске для этого депо с середины 90-х годов
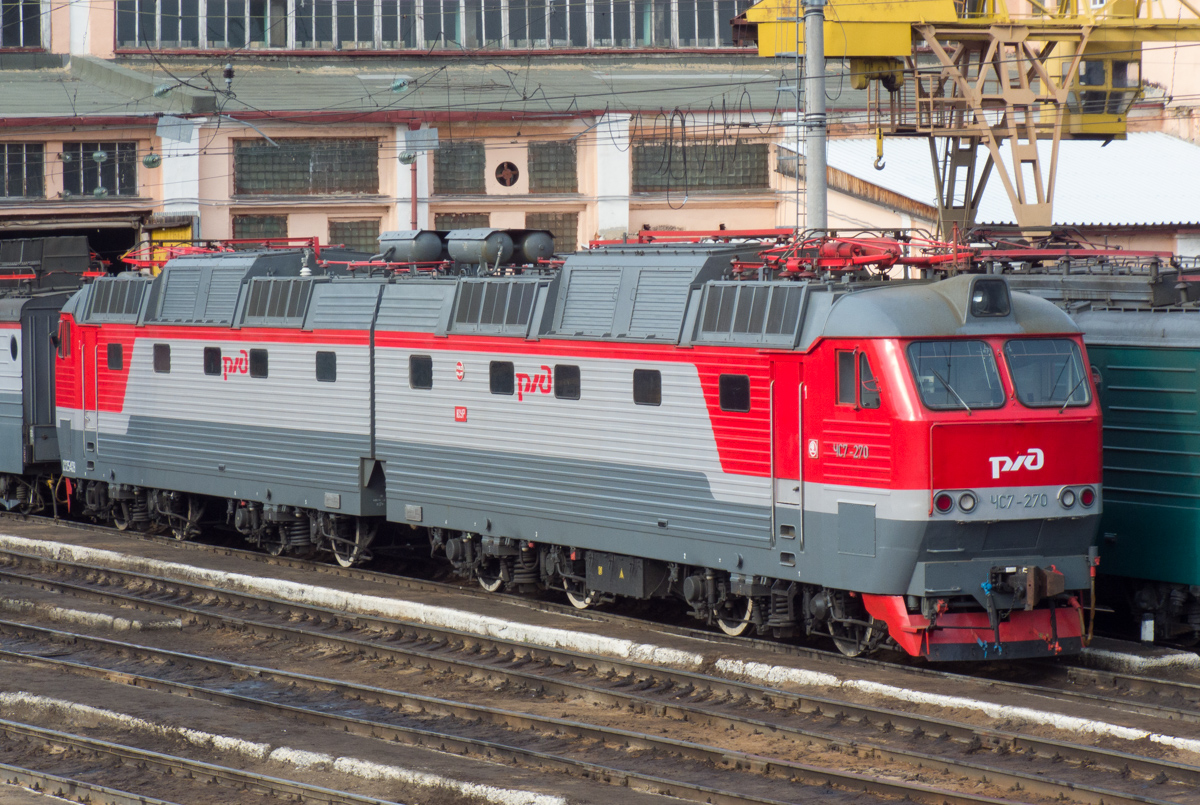
ЧС7-270 в красно-серой корпоративной окраске РЖД у депо Орёл
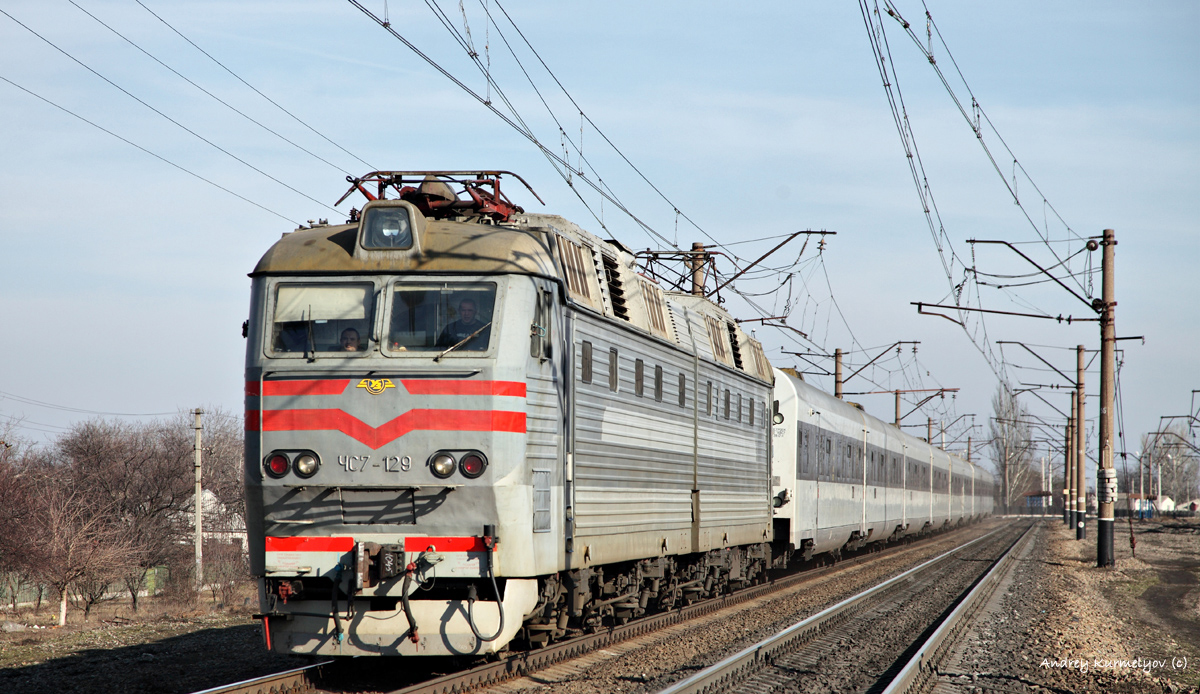
ЧС7-129 в бело-серой окраске с поездом Интерсити в Днепровской области
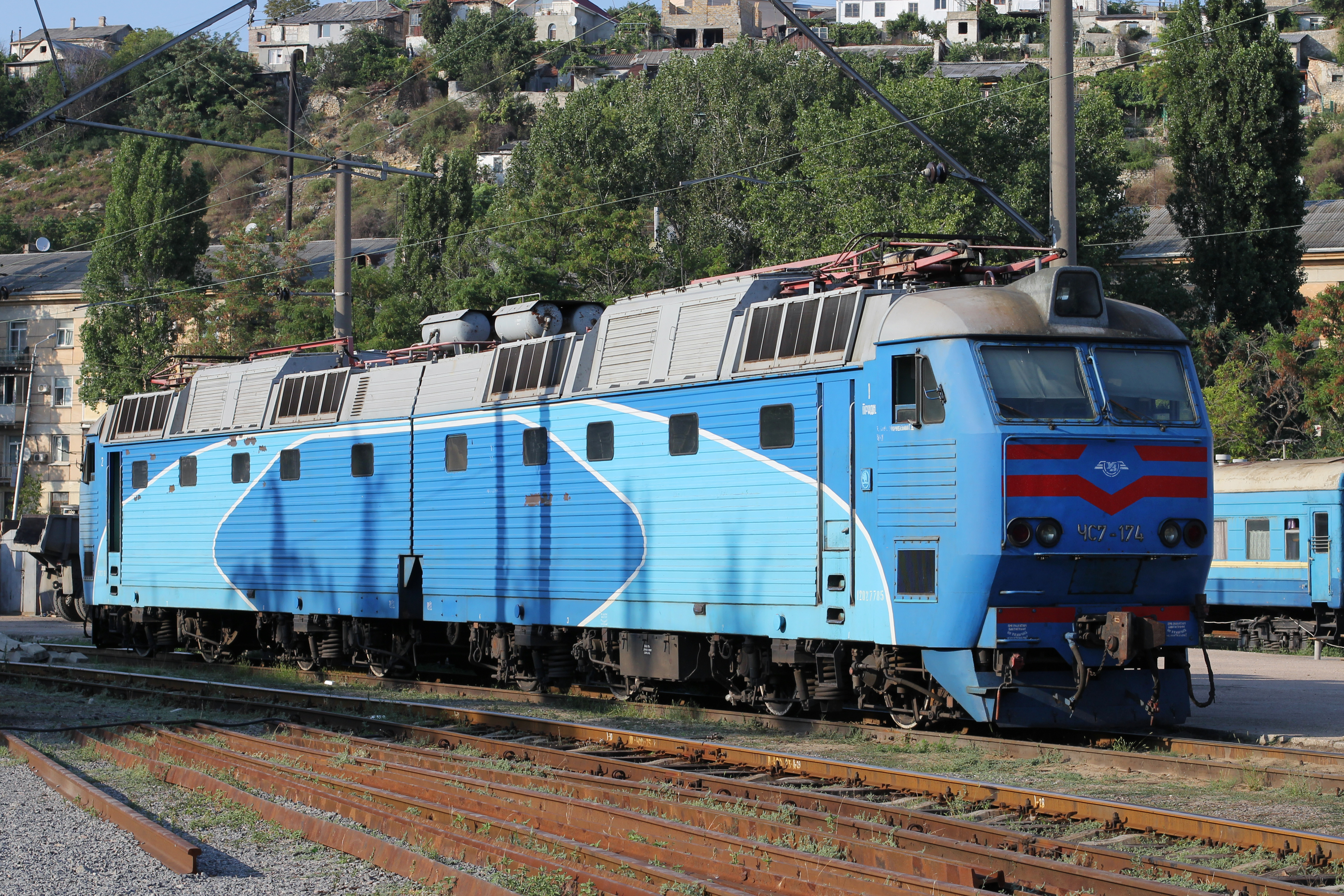
ЧС7-174 в сине-голубой окраске УЗ на станции Севастополь
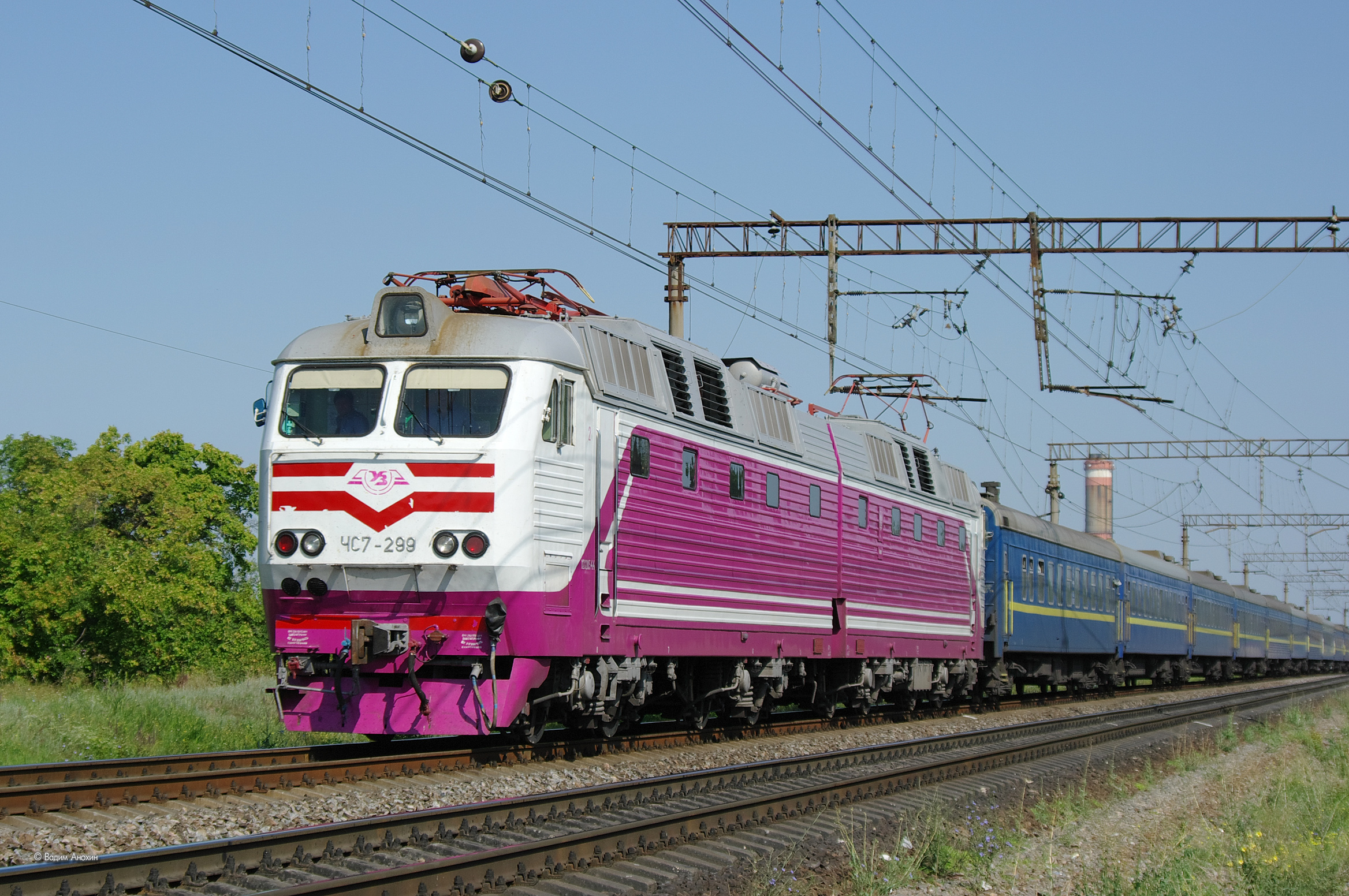
ЧС7-299 в фиолетово-белой окраске УЗ с поездом в Симферополе

## Конструкция

### Механическая часть

#### Кузов
Электровоз ЧС7 состоит из двух одинаковых секций. Основа каждой секции — кузов вагонного (то есть не капотного) типа, состоящий из несущей рамы, лобовой части кабины машиниста, двух боковых стен, крыши и задней торцовой стены с межсекционным переходом. Главная рама состоит из двух открытых продольных балок переменного сечения, связанных рёбрами жёсткости, буферным брусом и поперечной балкой, а в середине шкворневой балкой. Длина двухсекционного электровоза по осям автосцепок по сравнению с ЧС6 была увеличена на 2 040 мм и достигла 34 040 мм.

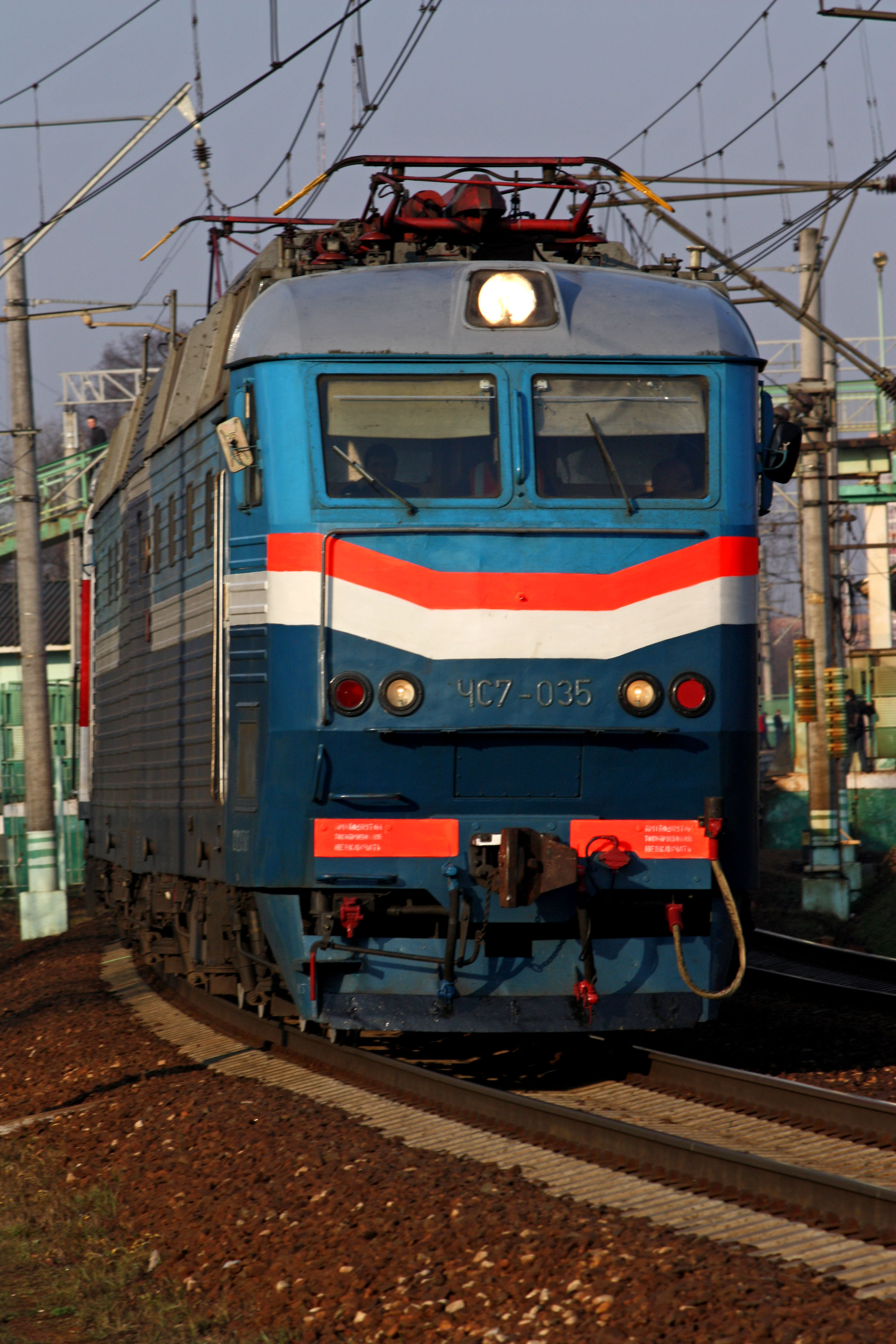
Лобовая часть кабины

Лобовая часть кабины машиниста была почти без изменений заимствована от электровозов ЧС200 и ЧС6. Она имела 3 плоскости — две наклонные в верхней и нижней части и одну вертикальной в середине на уровне между рамой и нижней кромкой лобовых стёкол. Верхняя плоскость лобовой части наклонена от середины назад к крыше и имеет два лобовых стекла. В крышу над лобовой частью установлен прожектор трапециевидной формы, а в нижней части средней плоскости — по два парных буферных фонаря округлой формы. Перед нижней наклонной плоскостью находится спрямлённый выступ с автосцепкой СА-3, под которым к раме крепится метельник.

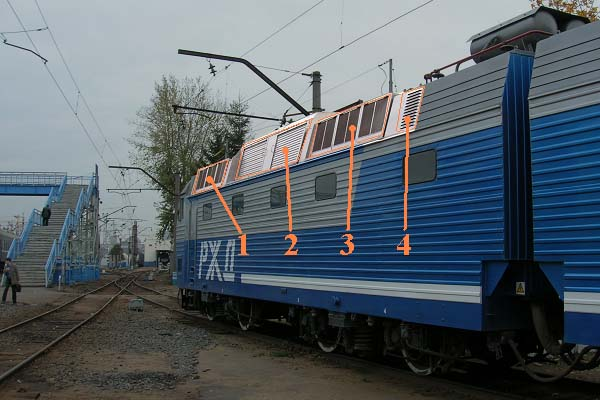
Крышевые жалюзи ЧС7. Цифрами обозначены
1 — жалюзи вентилятора тяговых двигателей передней тележки; 2 — поворотные жалюзи пуско-тормозных резисторов; 3 — жалюзи вентилятора тяговых двигателей задней тележки; 4 — жалюзи забора воздуха для мотор-компрессора

Боковые стенки у электровоза ЧС7 снабжены гофрами. За кабиной машиниста с каждой стороны имеется одностворчатая дверь служебного тамбура машиниста, за которым расположено машинное отделение, имеющее по 5 боковых окон с каждой стороны секции.
Крыша локомотива — плоская с возвышением по центру, используется для размещения на ней токоведущего оборудования и главных воздушных резервуаров. По бокам крыша имеет наклонные скаты, в которые встроены жалюзи вентиляторов. В середине крыши установлен возвышающийся над её основной частью блок пуско-тормозных резисторов (ПТР), закрываемый с двух сторон жалюзи с пневмоприводом и двумя решётками. Спереди и сзади от блока ПТР установлены лабиринтные жалюзи с тремя решётками для забора воздуха для вентиляторов охлаждения тяговых двигателей. По левой стороне крыши за жалюзи вентиляторов двигателей над пятым окном располагаются небольшие жалюзи забора воздуха для мотор-компрессора.
Задние торцевые стенки имеют плоскую форму и оснащены межвагонным переходом с резиновым уплотнителем (так называемое «суфле») для перехода членов локомотивной бригады между секциями. В отличие от электровозов ЧС6 и ЧС200, у ЧС7 секции между собой соединялись
обычными автосцепками СА-3, что значительно облегчило их сцепку и расцепку, но в то же время предъявляло повышенные требования к мастерству машинистов — плавно вести поезд из-за зазоров в автосцепках и рывках при их изменениях может не каждый. По бокам от межвагонного перехода расположены розетки межсекционных электрических цепей, соединяемые кабелями.

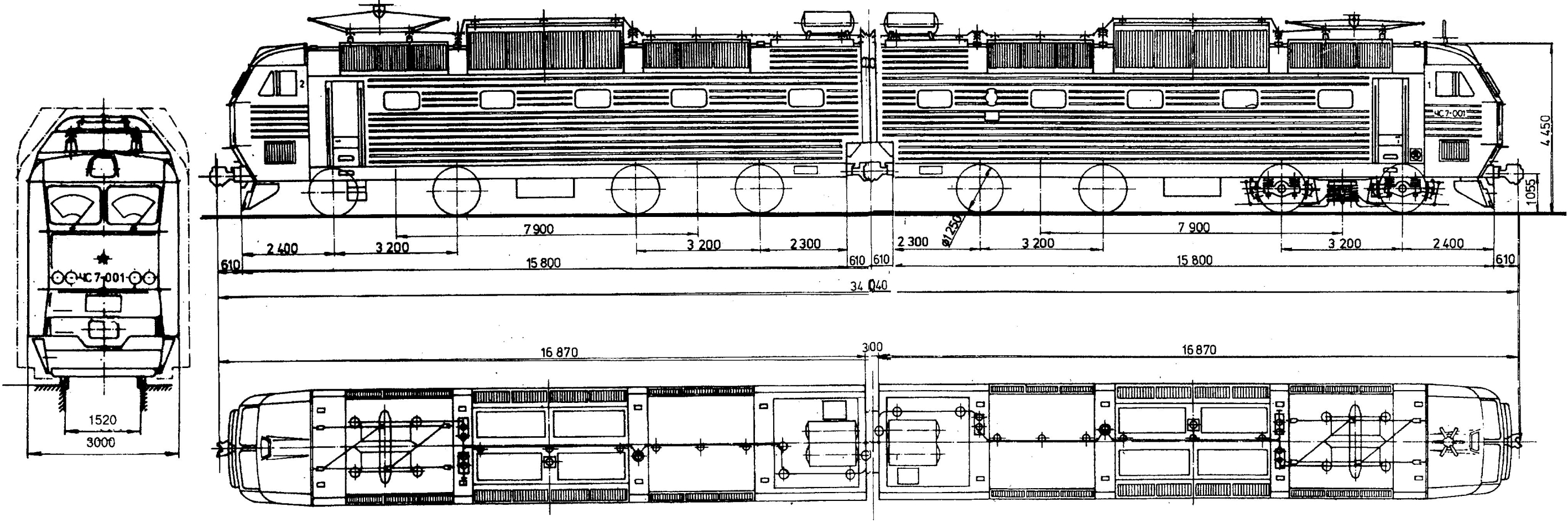
Основные размеры электровоза ЧС7

#### Тележки
Рама кузова каждой секции опирается на две двухосные тележки через шкворни для передачи тягово-тормозных усилий и люлечную пружинную подвеску. С рамы тележки на буксы вес передается через винтовые пружины (винтовые рессоры), опирающиеся на крылья (приливы) букс, а тягово-тормозные усилия — через цилиндрические цапфы, проходящие внутри пружин и входящие в отверстия приливов букс. Так как имевшие место на ЧС2 листовые рессоры, одновременно с рессорной функцией выполняющие функцию гашения колебаний, из конструкции ходовой части ЧС7 исключены, то параллельно пружинам и в люлечном, и в буксовом подвешивании установлены гидрогасители (демпферы). В первые годы эксплуатации это нововведение проявляло себя не с лучшей стороны — в локомотивных депо не было оснастки, персонала и даже технологии ремонта гидрогасителей, но позже проблемы прекратились.
Каждая колёсная пара имеет двухстороннее торможение, силой тормозных цилиндров (по два на тележку) с двух сторон к каждому колесу прижимаются по две тормозные колодки. Также на электровозе имеются пневматические песочницы, подсыпающие под переднюю по ходу движения колёсную пару каждой тележки песок для улучшения сцепления. Управляются они правой педалью машиниста или автоматически при срабатывании реле боксования, а также при экстренном торможении. Для догружения первой и пятой по ходу движения колёсных пар каждой секции установлены противоразгрузочные устройства (ПРУ) — цилиндры, через рычаги и тросы поднимающие заднюю часть передней тележки. Включаются ПРУ нажатием кнопки в правой части пульта машиниста. На некоторых электровозах кнопка заменена переключателем для длительного включения ПРУ.

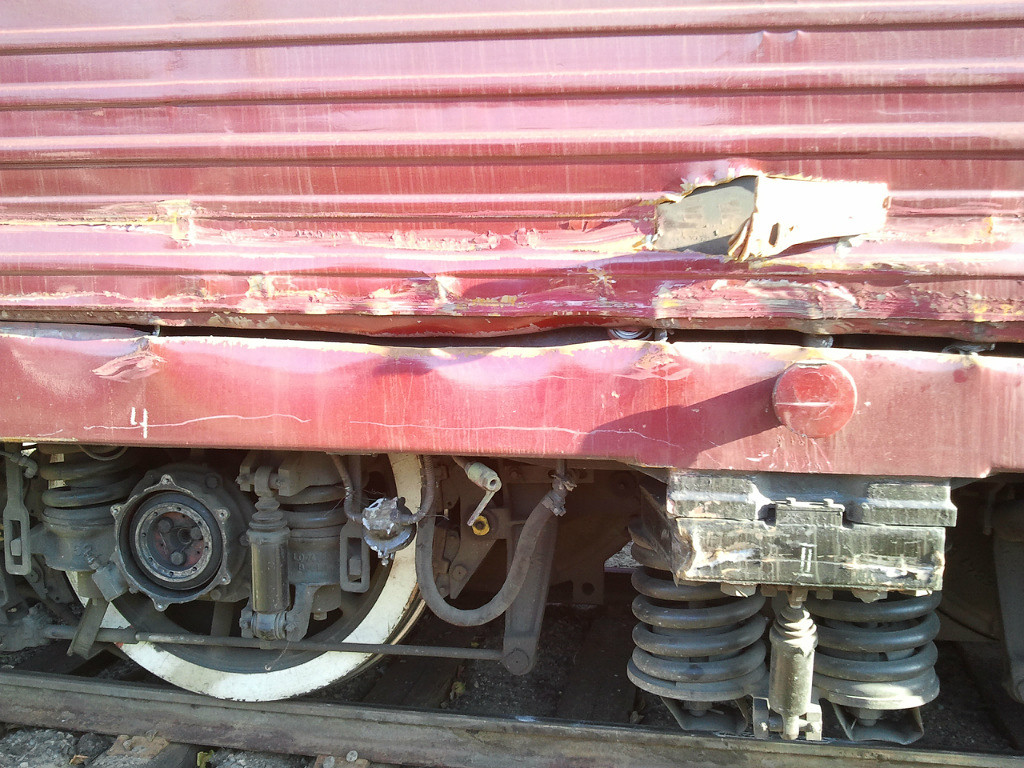
Часть тележки ЧС7
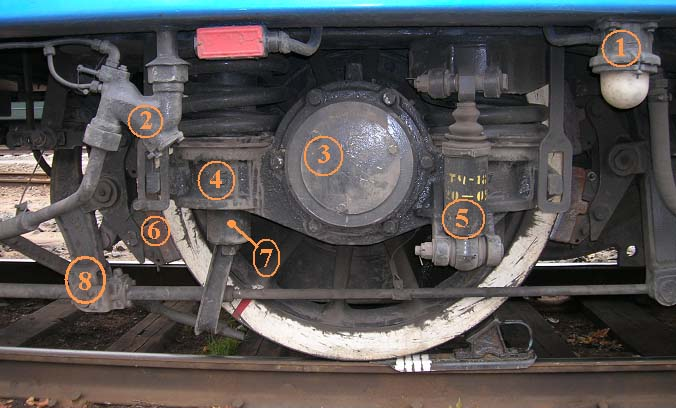
Буксовый узел тележки. Цифрами обозначены 1 – светильник освещения тележек; 2 – форсунка песочницы; 3 – крышка буксы; 4 – прилив буксы; 5 – гидрогаситель; 6 – тормозная колодка; 7 – нижняя часть цапфы; 8 – тормозная рычажная передача.

##### Тяговый привод
Тяговые электродвигатели (ТЭД), индивидуальные для каждой колёсной пары (то есть — два двигателя на тележку), имеют опорно-рамную подвеску (ОРП) — закреплены на раме тележки жёстко, якорь двигателя параллелен оси колесной пары. Передача крутящего момента от якоря двигателя к ведущей шестерне закреплённого на оси колесной пары возле одного из колёс тягового редуктора системы Skoda, аналогичная передаче ЧС2. На противоположной тяговому редуктору стороне якоря закреплена одна карданная муфта, вал от которой проходит внутри полого якоря двигателя к закреплённой на редукторе второй карданной муфте. Такая система уменьшает угловые отклонения вала и облегчает работу карданных муфт. С электровоза № 211 начали применяться удлинённые карданные валы с выносными шарнирами (как на ЧС8 с № 003). Редукторы имеют датчики перегрева, подающие сигнал на расположенные в кабине лампы, но впоследствии на многих электровозах эта система была упразднена, и на части машин лампы перегрева редукторов показывают наполнение тормозных цилиндров.

#### Интерьер

##### Кабина машиниста
Кабина, расположенная в передней части секции, рассчитана на управление локомотивом бригадой в составе двух человек. Она имеет два лобовых стекла, на первых сериях электровоза имевших внутренний электрообогрев, который на старших сериях (с электровоза ЧС7-241, которым началась серия E8) был заменён обогревом тёплым воздухом. Также имеются два боковых треугольных окна и две расположенные за ними открывающиеся сдвиганием вниз прямоугольные форточки. Пульт управления и кресло машиниста размещены с правой стороны кабины, пульт и место помощника — с левой.

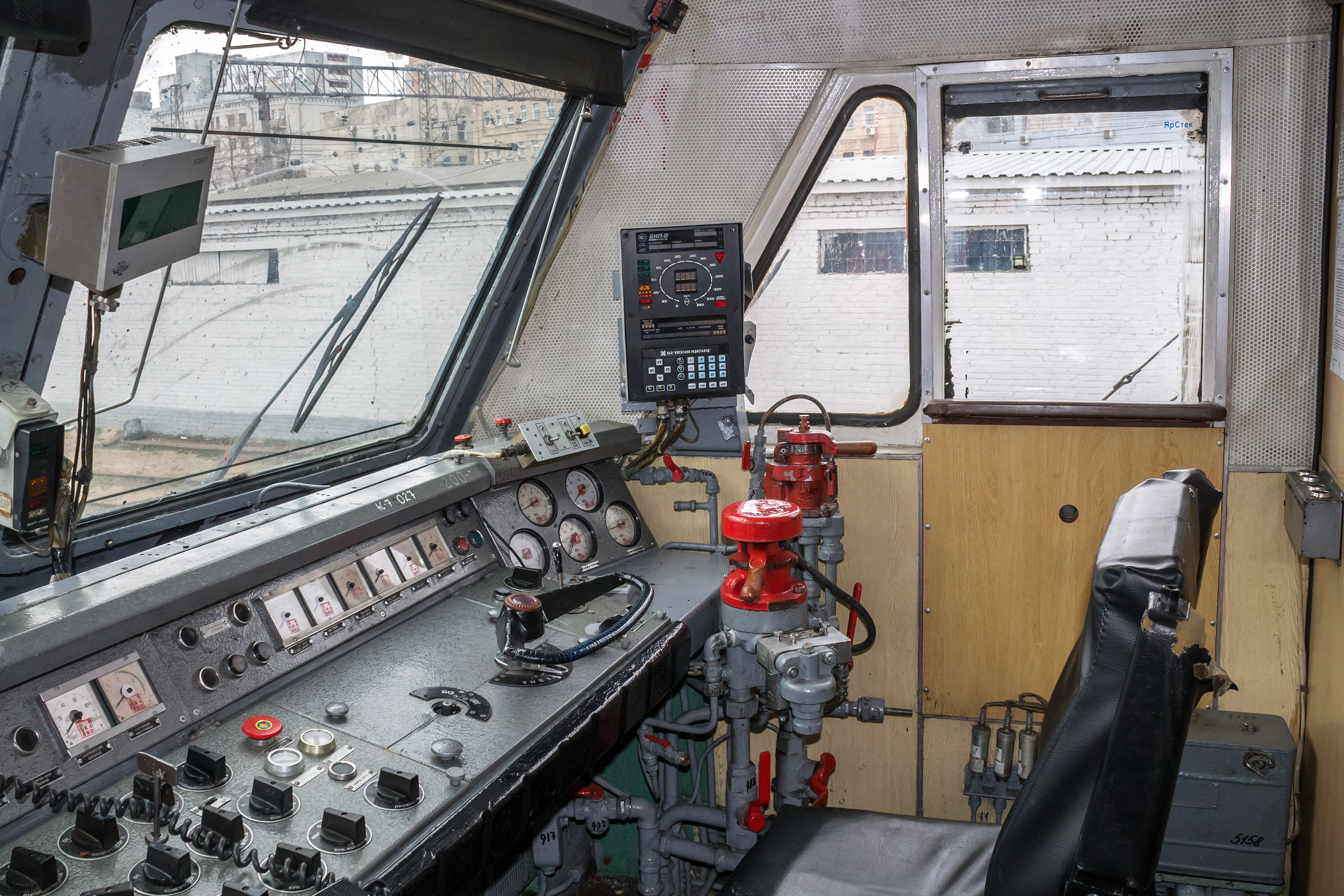
Общий вид кабины ЧС7 типа 82E2
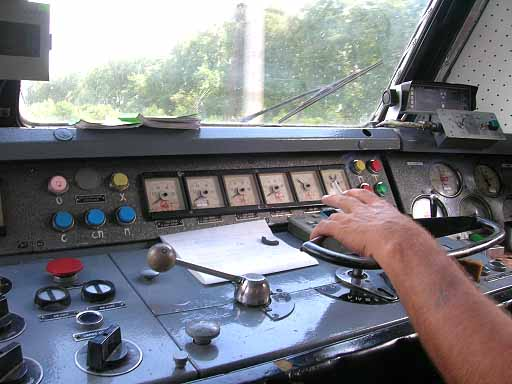
Пульт управления ЧС7 типа 82E1
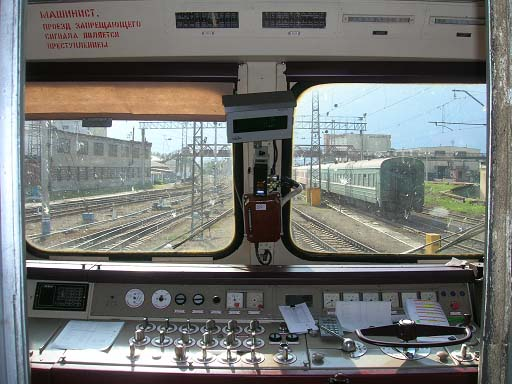
Пульт управления ЧС7 типа 82E9

Под кабиной расположен кондиционер, жалюзи конденсаторов которого можно видеть на боках электровоза под кабиной, если кондиционер не снят. В случае отсутствия кондиционера жалюзи снимаются, и вместо них ставится металлический лист.

##### Тамбур

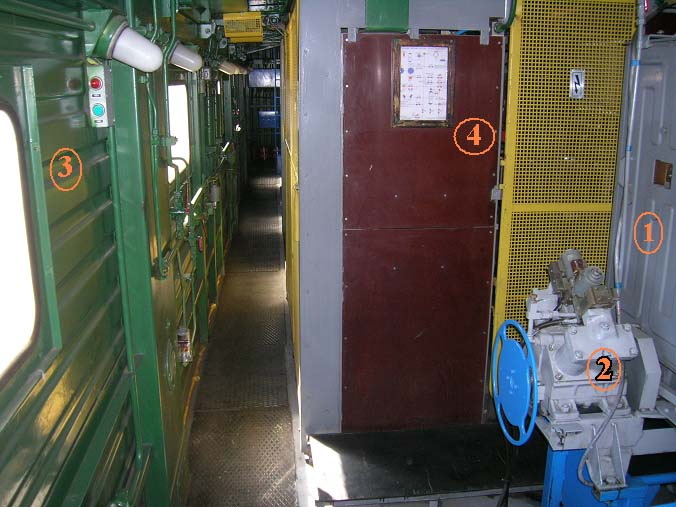
Продольный проход ЧС7

За кабиной находится тамбур, отделённый от кабины и машинного отделения перегородками. Тамбур имеет пять дверей — одну в кабину, две на улицу и две в машинное отделение. Также в тамбуре установлены различные электронные приборы безопасности и шкаф с автоматическими защитными выключателями, блоком 750 обнаружения боксования колёс и аварийными сигнализаторами и переключателями.

##### Машинное отделение
За тамбуром находится машинное отделение, имеющее два боковых узких прохода вдоль стен, между которыми размещено основное электрооборудование локомотива. Оборудование расположено следующим образом: в передней части машинного отделения находится мотор-вентилятор тяговых двигателей передней тележки, за ним промежуточный барабанный контроллер (ПБК) типа 330; следом в середине машинного отделения — высоковольтная камера, ограждённая металлическими сетками; в задней части за высоковольтной камерой — шкаф 100 (возбудитель), мотор-вентилятор задней тележки; за ним — пневматическая панель с кранами и мотор-компрессор. В задней торцевой части машинного отделения за пневмооборудованием расположен поперечный проход, соединяющий два боковых прохода и обеспечивающий переход в другую секцию локомотива через заднюю торцевую дверь секции.

### Электрооборудование

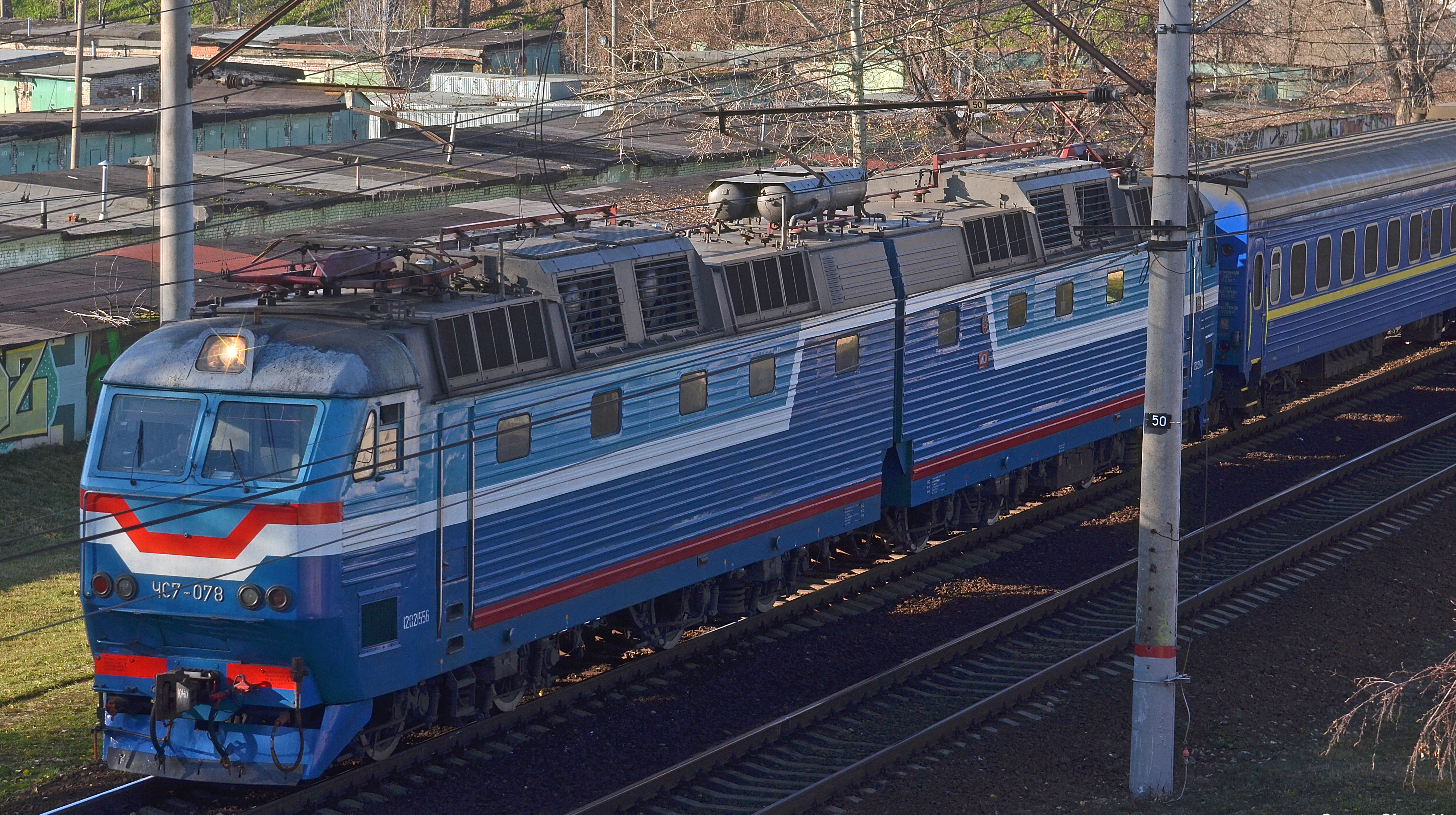
ЧС7-078, вид на крышевое оборудование

#### Главные высоковольтные цепи

##### Крышевое токоведущее оборудование
Токоведущее высоковольтное оборудование размещено на крыше электровоза. Токосъём с контактной сети осуществляется через токоприёмник 17РР в виде пантографа тяжёлого типа (в общих чертах схожего с П-5), установленного в передней части крыши секции. При подаче воздуха в цилиндр токоприёмника он поднимается, и ток с контактной сети проходит через токоприёмник и далее следует по токоведущим шинам через дроссель подавления радиопомех и разъединитель (отключатель неисправного токоприёмника, имеет пневматический привод), а затем через проходной керамический изолятор поступает в кузов электровоза. Токоведущие шины проложены на изоляторах вдоль крыши от токоприёмников к задней части секции, имеют выгиб над возвышением по центру крыши с пуско-тормозными резисторами (ПТР) и в задней части секции огибают воздушные резервуары; в месте сцепления секций они связаны между собой перемычкой для возможности питания обеих секций от одного токоприёмника.

##### Оборудование высоковольтной камеры

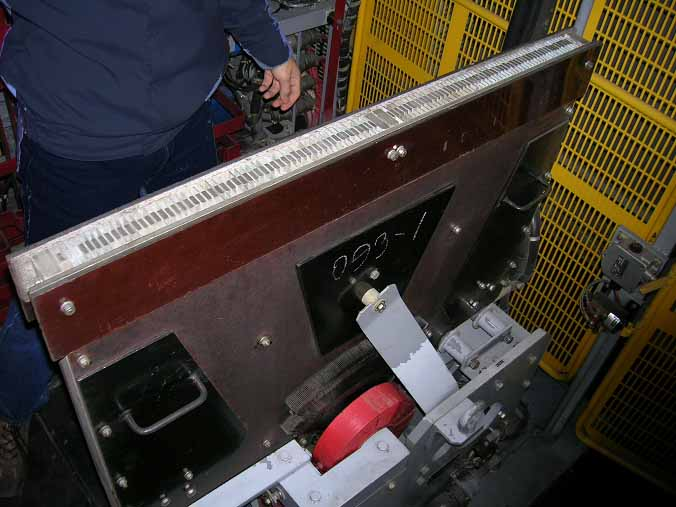
Быстродействующий выключатель

От главного ввода ток разветвляется на две параллельные цепи, через добавочный резистор к установленному на пульте машиниста вольтметру сети (на пульте обычно имеется надпись об опасности открытия пульта при поднятом токоприёмнике), и к быстродействующему выключателю 12НС3 — главному защитному аппарату. На электровозах с номерами 099 и 285, в порядке опытной эксплуатации, были установлены БВ 1VPD10 с электронным управлением, в первой секции. С номера 286 устанавливались и на всех последующих. После быстродействующего выключателя — три параллельных цепи. Первая — тяговая цепь, то есть цепь тяговых двигателей, вторая — цепь вспомогательных машин и отопления кабин. Эти две цепи имеют общий электросчётчик. Третья — цепь отопления поезда (подробнее…), очень простая, реле перегрузки, контактор включения отопления, электросчетчик отопления и высоковольтный штекер, расположенный на буферном брусе.
Для обеспечения безопасности работ в высоковольтной камере в высоковольтной цепи установлены заземлители — по конструкции аналогичные разъединителям. После отключения разъединителя они заземляют участок между разъединителем и проходным изолятором на корпус электровоза. Управление разъединителем, заземлителем и токоприемником производится одним переключателем на пульте машиниста, отдельным для каждой секции.
Цепи тяговых двигателей и вспомогательных машин весьма сложны. Все двигатели — коллекторные постоянного тока.

#### Тяговые цепи

##### Тяговые электродвигатели

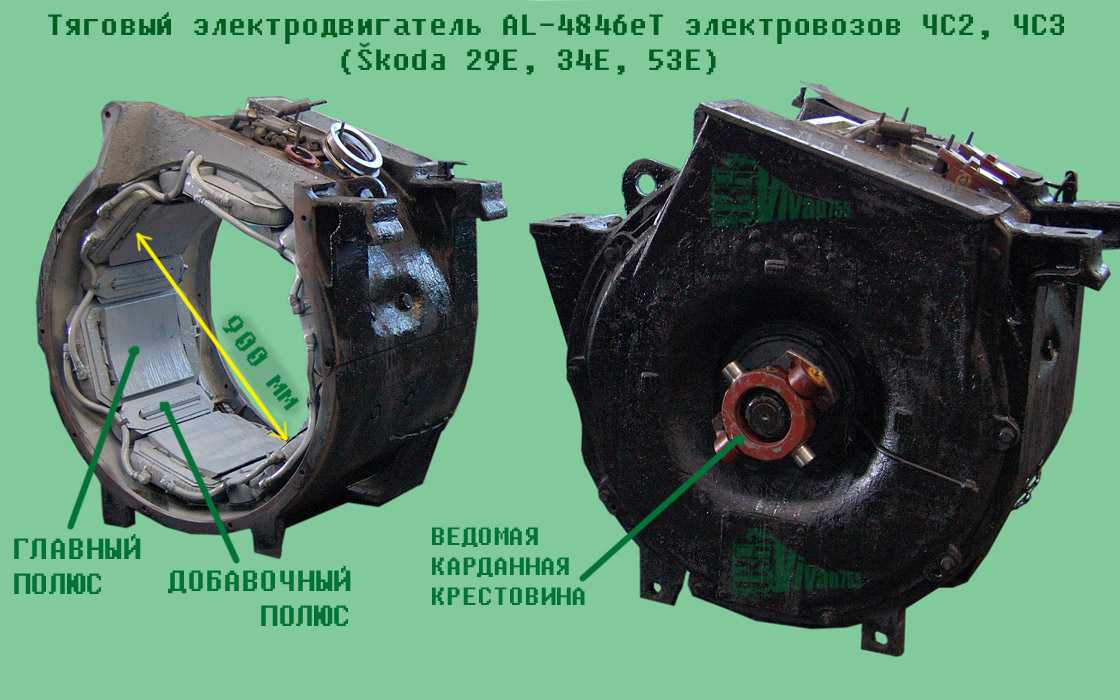
Взятый за основу двигатель AL-4846eT электровоза ЧС2

Всего на электровозе имеются восемь коллекторных тяговых электродвигателей 1AL-4846dT, питающихся напрямую от контактной сети. Двигатели рассчитаны на номинальное напряжение 1500 В и поэтому постоянно соединены в пары последовательно — всего четыре пары. Для получения различных скоростей есть три варианта соединения групп двигателей — все четыре пары последовательно (сериесное, оно же последовательное, соединение, сокращённо С, при котором на каждый двигатель приходится 3000/8=375 вольт), две пары каждой секции последовательно, между собой секции параллельно (сериес-параллельное соединение, СП, по 750 В на двигатель) либо все четыре пары параллельно (параллельное соединение — П, 1500 В на двигатель). Для переключения соединений используются линейные контакторы (ЛК).

##### Пуско-тормозные резисторы
Для ограничения тока двигателей, более плавного трогания и разгона в их цепь могут вводиться ПТР. Переключаются резисторы реостатными контакторами. Для охлаждения ПТР блок каждой секции имеет два установленных в нём вентилятора, подключённых к отпайке самих резисторов. Скорость вращения вентиляторов зависит от падения напряжения на резисторах, то есть от тока через них. Благодаря наличию вентиляторов нет опасности пережога резисторов даже при длительном движении с введёнными ПТР. Для повышения скорости на выбранном соединении используется ослабление возбуждения тяговых двигателей — параллельно обмоткам возбуждения подключаются резисторы малого сопротивления (шунты), в результате падает магнитный поток двигателя, а с ним и противоЭДС, и в результате возрастает ток. Изменение направления движения электровоза производится изменением полярности включения обмоток возбуждения с помощью реверсоров — ножевых переключателей с пневматическим приводом. При неисправности одного из тяговых двигателей (пробой изоляции, обрыв карданного тягового привода) пару двигателей можно вывести из работы ручным ножевым отключателем.

##### Реостатное торможение
Как и электровозы постоянного тока ЧС2Т, ЧС6 и ЧС200 и переменного тока ЧС4Т, ЧС8, электровоз ЧС7 тоже оснащён электродинамическим тормозом (ЭДТ), или, другими словами, реостатным (так как энергия тока рассеивается на резисторах — реостатах). В этом режиме тяговые двигатели переводятся в режим генераторов и вырабатываемый ими ток «сжигается» на пуско-тормозных резисторах.
При переводе электровоза в режим реостатного торможения при помощи тормозных переключателей (два в каждой секции), по конструкции аналогичных реверсорам, якорь каждого тягового двигателя подключается к своей секции ПТР, а обмотки возбуждения двигателей каждой секции соединяются последовательно и подключаются к тиристорному возбудителю 100. Возбудитель 100 питается первоначально от аккумуляторной батареи секции. После подачи напряжения на обмотки возбуждения в якорях наводится ток, протекающий через ПТР. Возбудитель переходит на питание от одной из секций ПТР.
Для работы ЭДТ должны быть включены его выключатели на пультах в обеих кабинах. Управляется ЭДТ задатчиком тормозной силы, задаётся тормозная сила давлением воздуха. При давлении воздуха в задатчике около 0,08 атмосферы происходит разбор схемы тяги (на любой позиции контроллера машиниста) и собирается схема реостатного торможения и при дальнейшем повышении давления нарастает тормозная сила. Давление в задатчике можно создать вручную — небольшим специальным рычагом в правой части пульта машиниста, с положениями «Отпуск» (сброс давления), «Перекрыша» (удержание) и нефиксированным положением «Торможение» (повышение давления).
Также воздух в задатчик подаётся при обычном пневматическом торможении поезда краном машиниста, при этом воздух подаётся только в задатчик, а от тормозных цилиндров отсекается — происходит комбинированное торможение, пневматическое в составе и реостатное на электровозе. Но на практике ЭДТ применяется редко, так как оно сжимает состав, что не благоприятствует комфорту пассажиров, а также есть риск неисправности схемы реостатного тормоза. Исправность ЭДТ является обязательной по Правилам технической эксплуатации, но фактически этот пункт не соблюдается, и иногда случается всё в данном случае возможное — и выход из строя шкафа 100, и неразбор тормозной схемы, и невключение ЛК.

##### Групповые переключатели

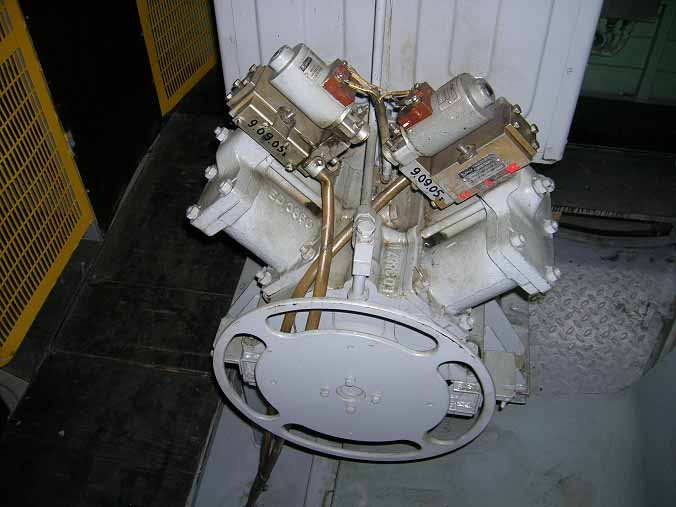
Пневмодвигатель внизу ПБК 330

Все переключения соединений, ПТР и шунтов тяговых двигателей ведутся электропневматическими контакторами, управляемыми контроллером машиниста. Он состоит из двух частей — одна, стандартный контроллер машиниста 21KR, установлена в кабине, её реверсивный вал 303 и вал ослабления возбуждения 306 управляют напрямую соответственно реверсорами и контакторами ослабления возбуждения, а главный вал 305 управляет четырёхцилиндровым пневмодвигателем контроллера ПБК 330, установленного в машинном отделении.
ПБК 330 представляет собой низковольтный групповой переключатель, имеющий 54 контакторных элемента — по числу управляемых ПБК контакторов. ПБК имеется в каждой секции (в отличие от ЧС6 и ЧС200, где ПБК один на обе секции) и управляет контакторами обеих секций сразу. При выходе из строя ПБК передней по ходу секции можно перейти на управление от ПБК задней секции. При сгорании какого-либо контактора можно переключением кабелей собрать аварийную схему. Этим обеспечивается высокая надёжность электровоза.
ПБК имеет 57 фиксированных позиций — нулевую, на которой все контакторы выключены, и 56 рабочих. На первой позиции открываются жалюзи блока ПТР и собирается цепь сериесного соединения с полностью введёнными ПТР. При перемещении ПБК 330 до 20-й позиции поочерёдно выводятся ступени резисторов, и на 20-й ПТР выводятся полностью — это безреостатная позиция С соединения. Далее следует переходная позиция 21, на которой в цепь вновь вводятся ПТР и переключается соединение двигателей (по так называемой схеме моста, исключающей провал силы тяги), и первая реостатная позиция СП соединения — 22. Безреостатная позиция СП соединения — 38, далее следует 39-я переходная (также с мостовым переходом) и первая реостатная параллельного соединения, 40. На режим безреостатного параллельного соединения электровоз выходит на 56-й позиции ПБК.
Управление пневмодвигателем ПБК 330 с помощью контроллера машиниста 21KR вполне обычное, ослабление возбуждения возможно на любой позиции ПБК. Есть одна дополнительная кнопка «СП-С», установленная слева от контроллера машиниста. С любой позиции П-соединения она сбрасывает ПБК на позицию 38, с любой позиции СП-соединения на 20-ю, с любой позиции С-соединения — на нулевую. Этой кнопкой весьма удобно пользоваться для более плавного ведения поезда, при переходе с высшего соединения на низшее с ослабленным возбуждением (например, с П без шунтов на СП со всеми шунтами; разгон на «голой параллели» обычно применяют для набора скорости 110—140 км/ч, после чего хватает режима «СП5» — СП и все шунты). Нажимается кнопка «СП-С», и пока ПБК 330 движется до безреостатной позиции — плавно поочерёдно включаются ступени шунтов. Переход получается плавнее, чем он был бы при сбросе позиций ПБК и последующем включении шунтов только штурвалом, без сильного провала силы тяги.

#### Защита тяговых двигателей

##### Защита от боксования
Для защиты тяговых двигателей от боксования (а также для сигнализации о боксовании) на каждой секции установлены два реле боксования (обозначение по схеме 067, 068) — по одному реле на каждую группу ТЭД. Реле боксования срабатывает, если у соседних колёсных пар частота вращения сильно отличается, что определяется по разности напряжений на соседних двигателях. Каждое реле боксования имеет два якоря. При разнице напряжений на соседних двигателях более 50 В срабатывает 1-й якорь реле. При этом в кабинах машиниста обеих секций включится зуммер и загорится сигнальная лампа "Боксование" соответствующей секции. При этом на пультах машиниста замигает красная лампа 834 "Сигнализация дефектов". Если на обеих секциях включена автоматическая подача песка, то на боксующей секции включится вентиль подачи песка под её колёса, что снижает боксование. Если включён выключатель 794 сброса позиций ПБК при боксовании, то начнётся сброс позиций ПБК — до прекращения боксования либо до нулевой позиции. Сигнализация и подача песка работают до прекращения боксования.
При разносном боксовании (при разнице напряжений на соседних двигателях более 900 В) дополнительно срабатывает 2-й якорь реле боксования. Его контакты выключают реле 479, а оно выключает БВ, что приводит к обесточиванию двигателей и прекращению аварийного режима. Одновременно второй якорь реле включает на сигнальном табло 802 неисправной секции блинкер 361 (на электровозах с №151 — блинкер 067/068). Блинкер выключает реле 806 защит в режиме тяги, которое дополнительно разрывает цепь реле 479 БВ, а также включает лампы "Защита-Ход" неисправной секции. Для выключения блинкера и восстановления схемы необходимо нажать кнопку 836 неисправной секции, после чего включить БВ.
Кроме релейной защиты от боксования, электровоз ЧС7 оборудован системой электронной защиты от боксования и юза, которая обладает более высокой чувствительностью и быстродействием. Кроме того, эта система позволяет применять ЭДТ до скорости 20 км/ч. Данная система является отдельной для каждой секции и реагирует на частоту вращения колёсных пар. Система состоит из электронного блока (№ по схеме 750) и четырёх датчиков частоты вращения колёсных пар (№№ 753-756). Электронный блок 750 находится в шкафу за кабиной машиниста и состоит из кассет, расположенных в двух контактных стойках. На нижней стойке размещены: фильтр, стабилизаторы, инвертор, выпрямитель. На верхней стойке размещены кассеты селекции, стабилизатора, генератора импульсов, кассеты юза, боксования, диагностики. На задней стенке стоек расположены 4 разъёма. Через разъемы X1 и Х2 в блок поступают сигналы от датчиков частоты вращения; через разъем Х3 из блока поступают сигналы о юзе либо боксовании, через разъем Х4 в блок поступает сигнал "Тормоз", а из блока — сигналы о достижении скорости 20, 40, 60 км/ч. О работе блока можно судить по горению сигнальных светодиодов.
Датчики частоты вращения колёсных пар установлены на буксах колёсных пар, по одному на колёсную пару. Датчики залиты специальной массой в форме куба с зазором, в который при вращении колёсной пары заходят зубья зубчатого диска. Датчики формируют импульсные сигналы с частотой, пропорциональной частоте вращения колёсных пар. Сигналы от датчиков поступают в кассеты юза, которые формируют сигналы 0-10 В, пропорциональные частоте вращения колёсных пар. Эти сигналы поступают в кассету селекции, которая выбирает 2 сигнала: о частоте вращения самой быстрой и самой медленной колёсных пар. Если электровоз находится в режиме "Ход", за его скорость принимают скорость самой медленной колёсной пары. При определённой разнице частот вращения самой быстрой и самой медленной колёсных пар в блоке 750 включится реле К5. Реле при наличии ПБК данной секции на ненулевой позиции включит вентиль подачи песка данной секции, а в кабинах машиниста обеих секций - зуммер и сигнальную лампу "Боксование". На пультах машиниста замигает красная лампа "Сигнализация дефектов". Если включён выключатель сброса позиций ПБК при боксовании, то начнётся сброс позиций ПБК. Сигнализация боксования и подача песка будут продолжаться до тех пор, пока не прекратится боксование либо пока ПБК не достигнет нулевой позиции. Защита сработает аналогично, если ускорение какой-либо колёсной пары превысит 2,5 м/с2.
Если электровоз находится в режиме "Тормоз", за его скорость принимают скорость самой быстрой колёсной пары. Сигнал об этой скорости из кассеты селекции поступает в касеты юза, где сравнивается со скоростями всех колёсных пар. Если скорость какой-либо колёсной пары отличается от скорости самой быстрой колёсной пары (что может сигнализировать о юзе), при определенной разнице этих скоростей в блоке 750 включится одно из реле К1-К4. Данное реле включит один из электропневматических вентилей 493-496, соответствующий данной оси; при этом у её тормозного цилиндра откроется сбрасывающий клапан Дако 933. Это прекращает пневматическое торможение данной колёсной пары, уменьшая юз. После прекращения юза реле и вентиль выключаются — клапан Дако закроется, наполняя тормозной цилиндр. При давлении воздуха в тормозных цилиндрах более 0,8 а данная защита не работает. В режиме ЭДТ при снижении скорости какой-либо колёсной пары относительно скорости электровоза блок 750 подаст сигнал о юзе в электронный блок 363 управления ЭДТ. Блок 363 уменьшит ток возбуждения, а значит ток якорей и тормозную силу секции. После прекращения юза ток возбуждения автоматически восстановится. Противоюзная защита сработает аналогично, если замедление какой-либо колёсной пары превысит 2,5 м/с2.

#### Вспомогательные цепи

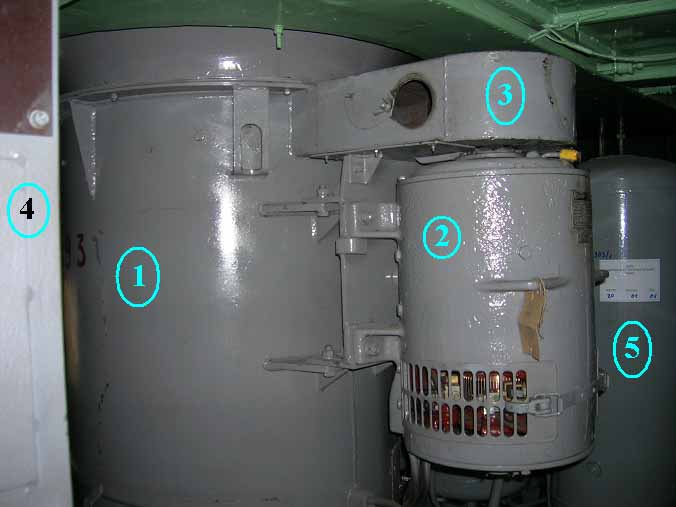
Мотор-вентилятор

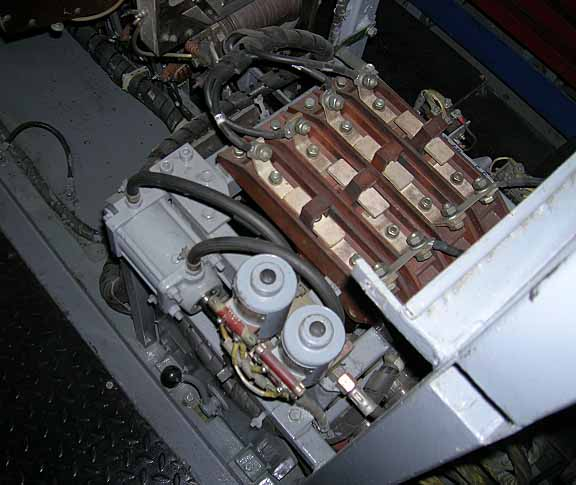
Переключатель вентиляторов

На каждой секции электровоза ЧС7 установлены три высоковольтные вспомогательные машины (не считая входящих в тяговую цепь вентиляторов ПТР) — два мотор-вентилятора (МВ) тяговых двигателей и один мотор-компрессор (МК).

##### Мотор-вентиляторы
Каждый из мотор-вентиляторов установлен вертикально и состоит из высоковольтного двигателя, двух вентиляторных колес (одно закреплено на верхнем конце вала двигателя, другое на нижнем) и расположенного сбоку на корпусе вентилятора коллекторного генератора управления. Генератор управления приводится от двигателя вентилятора через ременную передачу и вырабатывает постоянный ток напряжением 50 В для питания цепей управления и освещения электровоза.
Двигатели вентиляторов рассчитаны на напряжение 1500 В и поэтому вентиляторы каждой секции электровоза постоянно соединены последовательно. Между собой вентиляторы секций могут соединяться последовательно (режим низкой скорости) и параллельно (режим высокой скорости) с помощью расположенных в каждой из секций переключателей вентиляторов с пневматическим приводом. В цепи вентиляторов имеются добавочные резисторы. При включении в цепь введён резистор сопротивлением 160 Ом, это обеспечивает плавный разгон двигателей. Через 3 секунды срабатывает реле времени и значительная часть сопротивления выводится, в цепи остаётся лишь 25 Ом. Включается та или иная скорость переключателем на пульте машиниста.

##### Мотор-компрессор
Мотор-компрессор предназначен для нагнетания запаса воздуха в главных резервуарах, используемого для работы тормозов, звуковых сигналов, песочниц, стеклоочистителей, электроаппаратов с пневматическим приводом. Он расположен горизонтально, состоит из высоковольтного двигателя и трехцилиндрового компрессора K-3lok1. Забор воздуха для компрессора — из-за борта. Пуск компрессора может быть как автоматический, по сигналу реле давления, срабатывающего при давлении в главных резервуарах менее 7,5 атм, так и ручной — это выбирается переключателем на пульте машиниста. Также в картере компрессора установлен электронагреватель для обогрева масла после длительной стоянки зимой, он включается тем же переключателем в кабине. Запуск компрессора, как и вентиляторов, реостатный. При включении в цепь введён добавочный резистор сопротивлением 69 Ом, и по прошествии 2 секунд, если давление в главных резервуарах более 3 атмосфер (при меньшем давлении нагрузка на компрессор мала и частота вращения может повыситься сверх предела) почти весь резистор закорачивается.

##### Отопление
Для отопления в каждой кабине установлено два калорифера. Сами калориферы питаются высоким напряжением, а двигатели их вентиляторов — напряжением 50 В.

#### Низковольтные цепи

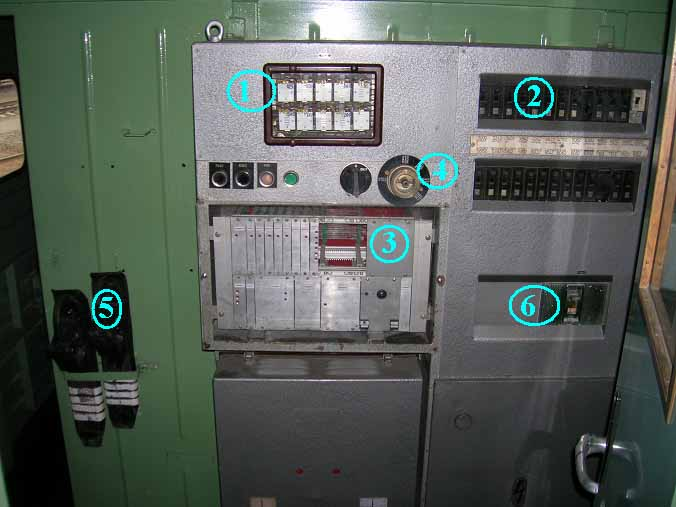
Шкаф за кабиной ЧС7

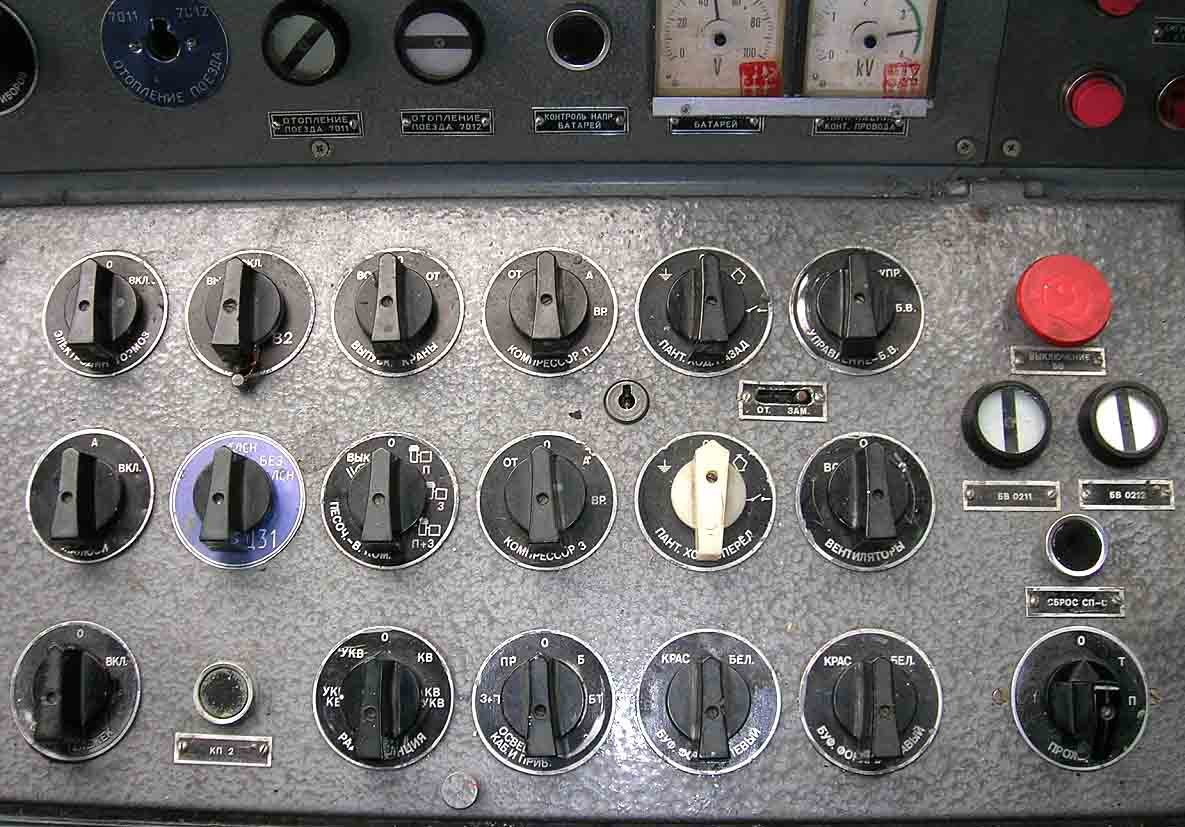
Средний пульт ЧС7

Напряжение в низковольтных цепях — 50 В. Оно вырабатывается генераторами управления (по два в секции), а при их остановке — аккумуляторной батареей, одной на каждую секцию. Делятся низковольтные цепи на две основные группы — цепи управления и освещения. Цепи управления очень обширны и включают различные реле, контроллеры, катушки вентилей и контакторов. Цепи освещения проще, по сути, они состоят из осветительных приборов и их выключателей. На лобовой части каждой кабины находится один прожектор и два двухцветных буферных фонаря (каждый прибор управляется своим переключателем на пульте машиниста), над тележками — светильники освещения ходовых частей (также включаются отдельным переключателем в кабине), в машинном отделении — светильники освещения машинного отделения (переключатели — в тамбуре).
В кабине имеются обычные и зелёные светильники, а также лампы освещения приборов (под козырьком приборов) — все они управляются одним пятипозиционным переключателем с положениями «Выключено», «Белый яркий», «Белый тусклый и приборы», «Приборы», «Зелёный и приборы». Яркость свечения освещения приборов регулируется плавно отдельным резистором.
От сети 50 В питаются различные преобразователи — питания приборов безопасности, электропневматического тормоза (ЭПТ). Также в каждой секции есть вспомогательный компрессор, используемый для подъёма токоприемника и включения быстродействующего выключателя при отсутствии воздуха в главных резервуарах. Он имеет, как и на ЧС2, ручной привод, но дополнительно установлен и электропривод.

## Эксплуатация
Первая партия из десяти электровозов ЧС7 (001—009, 015) поступила в депо ТЧ-2 Челябинск Южно-Уральской железной дороги к концу 1983 года.
Затем, до 1991 года, подавляющее большинство этих электровозов направлялась на Московскую железную дорогу: депо ТЧ-19 Москва-Киевская (№ 010—014, 016—020, 025—031, 039—045, 049, 053, 054, 056—058, 060—063, 068, 070—072, 074, 075 и 226, 227, 229 — эти три машины были вскоре переданы в депо Москва-Курская); ТЧ-18 имени Ильича (№ 021—024, 032—038, 046—048, 055, 059, 064—067, 069, 082, 083, 089—093, 209 и 221, 222 — эти две машины вскоре были переданы в депо Москва-Курская); ТЧ-11 Москва-III (№ 073, 076, 077, 080, 081, 084—088, 094, 095, 097—101, 109, 110, 135—140, 240, 278, 280, 281, 285) и ТЧ-1 Москва-Курская (№ 096, 141—146, 151—164, 167, 223—225, 230—239, 276, 277, 279, 282—284) . Причём поступали и в том числе для замены электровозов ЧС2, работавших двойной тягой.
В период с 1986 по 1991 год электровозы ЧС7 также поступали на: Южную железную дорогу депо ТЧ-2 Харьков-Главное (№ 102 (в январе 1987 года был передан в депо Мелитополь), 103, 111—115, 120—134, 147—150, 165, 166, 168, 170, 179, 181—190); на Приднепровскую железную дорогу депо ТЧ-3 Мелитополь (№ 116—119, 169, 171, 173, 175, 177, 178, 180, 216—220), а также в депо ТЧ-8 Днепропетровск (№ 172, 174, 176, 211—215). В период до 1997 года на Приднепровскую ж. д. поступили 30 электровозов с номерами 287—316, которые были приобретены на кредитные средства и распределены поровну в оба депо.
Все ЧС7 поступившие в депо Харьков-«Октябрь» и Мелитополь, предназначались главным образом для обслуживания пассажиронапряжённого направления Москва — Симферополь (в середине 80-х было начато использование электровозов данной серии на всём полигоне лишь со сменой бригад — на участке работали как электровозы Московской ж. д., так Южной и Приднепровской — т. н. «большое кольцо»), а также для вождения поездов на направлении Москва — Кавказ (т. н. «второе большое кольцо») до станции стыкования Иловайск. Уже после обретения независимости (с 1996 года) электровозы как приписки ЮЖД, так и ПРИДН, в московском направлении следовали сугубо до российской станции Белгород.
А электровозы приписанные депо Днепропетровск, поступали для обслуживания киевского направления (до станции стыкования Пятихатки-Стыковые), до 1996 года машины изредка работали и на направлениях Москва-Крым, Москва-Кавказ.
В период до 1992 года также продолжали поступать на Южно-Уральскую дорогу в депо Челябинск (номера 104—108 и 241—275) и Свердловскую дорогу в депо ТЧ-6 Свердловск-Пассажирский (номера 191—208, 210, 286). Основная же масса электровозов направлялась на Московскую дорогу. Последние электровозы серии (317—321) были приобретены и поставлены в Россию (на Свердловскую железную дорогу) уже в 1998—1999 году.
Развитие железных дорог, запуск различных скоростных поездов (например Киев — Днепропетровск, Киев — Харьков) повлекли за собой различные изменения в устройстве, графике работы и даже внешнем виде электровозов. Все российские ЧС7 оснащены системой КЛУБ-У, а некоторые электровозы оборудованы Единой комплексной системой управления (ЕКС). Часть электровозов депо им. Ильича (участок Москва-Киевская), Днепропетровск и Харьков-Главное подготовлены для эксплуатации в скоростном графике со скоростями до 140 км/ч (хоть ЧС7 и предназначен для скорости 160 км/ч, но реальные скорости в эксплуатации обычно не превышают 120 км/ч).
В процессе эксплуатации часть электровозов передавались между депо. Например, в начале 1990-х годов произошёл обмен двумя электровозами между депо Москва-Курская МЖД (Россия) и Харьков-Главное ЮЖД (Украина) в связи с тем, что два харьковских электровоза в процессе эксплуатации получили повреждения и требовали ремонта, при этом на Южной железной дороге не было резервных локомотивов. В 1991 году взамен попавшего в аварию харьковского электровоза № 120 был передан московский № 142 (после ремонта первый перешёл в Москву), а в 1993 году харьковский № 181 в связи с пожаром в машинном отделении был обменян на московский № 155. А ЧС7-316, который изначально поступил в Мелитополь, 8 декабря 2007 был передан в депо Днепр в обмен на ЧС7-302. 28 апреля был оставлен от эксплуатации из-за несообразности ремонта. 30 апреля он был перемещён на базу запаса Чаплино и в последствии в октябре 2023 года были поданы документы на его исключение из инертного парка Приднепровской ЖД. Впоследствии ЧС7-316 был списан 14 февраля 2024 года. 2 апреля была утилизирована секция А, 6 апреля секция Б, обе секции порезаны в депо Нижнеднепровск-Узел.
В 2002 году на Московской железной дороге в связи с ликвидацией депо Москва-Киевская эксплуатирующиеся в нём электровозы ЧС7 были переданы из него по большей части в депо Москва-Курская, а меньшая часть — в депо имени Ильича. Во второй половине 2000-х годов депо Москва-III перестало быть самостоятельным и стало числиться как филиал депо Москва-Курская, куда был приписан находящийся в нём парк электровозов. В 2006—2007 годах состоялась передача электровозов из депо Свердловск-Пассажирский в депо Челябинск. Затем в 2015 году все электровозы ЧС7, эксплуатирующиеся в депо Челябинск, за исключением 002, также были переданы на Московскую дорогу в депо Москва-Курская.
По прошествии четверти века эксплуатации электровозы девяти типов серии — от 82E1 до 82E9, — объединённые общим именем ЧС7, продолжают работать на дорогах России и Украины (эпизодически заезжая даже в Казахстан, а именно — в Северо-Казахстанскую область, проходя по линии Курган — Петропавловск — Омск, а также на участке ЮУЖД Троицк — Карталы). В РФ на конец 2016 года большинство электровозов приписаны к Московской железной дороге в депо Москва-Курская и депо им. Ильича.
По состоянию на сентябрь 2019 года большинство электровозов находится в регулярной эксплуатации, из них порядка 80 электровозов временно не работает в связи с прохождением ремонта или консервацией. Списаны либо окончательно выведены из эксплуатации были не менее восьми электровозов: ЧС7-001, ЧС7-002, ЧС7-063, ЧС7-080, ЧС7-159, ЧС7-224, ЧС7-240, ЧС7-241.
- ЧС7-001, самый первый электровоз серии, был списан в 2015 году в связи с износом оборудования и был отправлен на Ярославский электровозоремонтный завод, где стал донором запчастей[5].
- ЧС7-002 предполагается передать в музей[5].
- ЧС7-063 списан в марте 2018 года после столкновения с ним электропоезда ЭД4М-0089 (см. ниже)[5].
- ЧС7-080 в 2015 году попал в серьёзное крушение (см. ниже), в результате чего одна из его секций была повреждена до степени невозможности восстановления и порезана, вторая стала донором запчастей[5].
- ЧС7-224 списан в феврале 2018 года[5].
- ЧС7-241 является опытным электровозом и используется как тренажёр. Был отставлен от эксплуатации в июле 1993 году в депо Челябинск по причине нецелесообразности ремонта, так как на электровозе были применены[5]:

1) привод системы Лейраб с выносными шарнирами и плавающими резинометаллическими муфтами, отличающийся от привода системы Шкода;
2) осевые редукторы с косозубой передачей и двухрядными подшипниками в узле опоры корпуса редуктора на ось колёсной пары;
3) новое крепление корпуса редуктора;
4) изменена конструкция концевых балок рам тележек;
5) укорочен шкворневой узел.
В декабре 2011 года ПАТ Крюковский вагоностроительный завод изготовил девять вагонов МПЛТ (межрегиональный поезд локомотивной тяги). В январе 2012 года началась эксплуатация данных вагонов на Южной железной дороге, и в качестве главного электровоза для эксплуатации с вагонами был выбран электровоз ЧС7. Электровозы ЧС7-112, 129, 147, 185, 182, 187 приписанные в депо Харьков-Главное Южной ж. д. были специально подготовлены и перекрашены в специальный серый окрас. Состав МПЛТ получил номер 162 и именное название «Столичный экспресс», вагоны МПЛТ эксплуатировались на маршрутах Киев — Харьков, Харьков — Киев, Харьков — Донецк, Донецк — Харьков, Харьков — Симферополь, Симферополь — Харьков, также для вагонов МПЛТ использовались электровозы ДС3, по состоянию на 2024 год в Юго-Западной железной дороге курсируют два пятивагонных состава MPLT-001 и MPLT-002 и имеют номера 747, 748, поезда MPLT-001 и MPLT-002 курсируют на маршрутах Киев-Чернигов, Киев-Львов, Киев-Харьков, Киев-Одесса. Электровозы ЧС7 регулярно эксплуатировали с вагонами МПЛТ, в 2014 году был докуплен десятый вагон-буфет, а также один из вагонов третьего класса был переоборудован в вагон-буфет и состав МПЛТ был переведён на баланс Юго-Западной железной дороги и разделён на два пятивагонных поезда MPLT-001 и MPLT-002, и с того момента эксплуатация ЧС7 с вагонами МПЛТ была прекращена. Все ЧС7, которые были подготовлены для движения с вагонами МПЛТ, были перекрашены либо в стандартный окрас УЗ, либо в другие, однако возможность работы с вагонами МПЛТ была сохранена.

## Транспортные происшествия
- В 2015 году безвозвратно потерян локомотив ЧС7-080. 31 июля 2015 года, следуя с поездом Москва — Белгород произошло столкновение на переезде с грузовым автомобилем КамАЗ рядом с о. п. Звонница перегона Прохоровка — Беленихино (Юго-Восточная ж. д.). Вследствие чего произошёл сход обеих секций электровоза с последующим их саморасцепом и опрокидыванием первой по ходу движения секции набок. Секция I — повреждения главной рамы, винтообразный изгиб; секция II — смята кабина, боковой изгиб главной рамы, разрывы обшивки и повреждения шкворневых узлов. Секция II исключена из инвентаря, а в октябре 2015 утилизирована на металлобазе в Прохоровке (Белгородская область). Секция I — списана с баланса[5].
- Интересна судьба ЧС7-240. 1 апреля 2002 года — крушение на станции Москва-Пассажирская-Ярославская в результате столкновения с ЧМЭ3Э-6853. Вследствие столкновения полностью разрушена кабина секции I и обшивка кузова, деформирована рама электровоза, повреждения также получили тележки секции. Электровоз отправлен в сентябре 2002 года для восстановления на Запорожский ЭРЗ. В октябре 2002 года восстановлен с использованием части секции I от электровоза ЧС8-002. 3 января 2012 года этот же электровоз попал в аварию — в 14:15 на 313 км перегона Мценск — Чернь участка Орёл — Тула на нерегулируемом переезде произошло столкновение поезда № 188 Донецк — Москва с грузовым автомобилем КамАЗ. Разбита кабина секции II, повреждена рама. Электровоз отправлен для восстановления на Ярославский ЭРЗ. 20 апреля 2014 года без проведения каких-либо работ (в связи с невозможностью восстановления) переправлен в депо Москва-Сортировочная, а 15 мая того же года отправлен на базу запаса Кустарёвка (с проведением консервации). По состоянию на начало 2018 года отправлен на станцию Чебоксары-2 для утилизации[5].

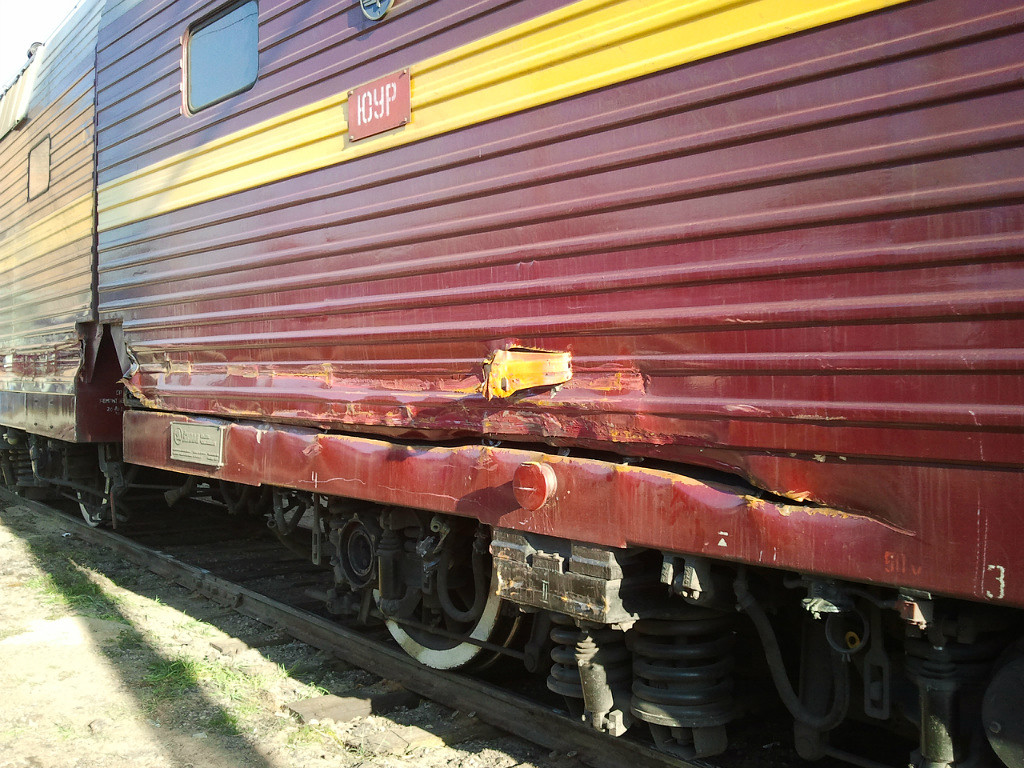
Повреждённый бок электровоза ЧС7-254

- 13 ноября 2012 года на станции Каменск-Уральский ЧС7-254 пострадал в результате бокового столкновения с тепловозом ТЭМ18ДМ-527, повреждена рама и обшивка. Локомотив был отстранён от эксплуатации[5]. Вся аппаратура с него снята на другие машины[источник не указан 3110 дней].
- 24 мая 1991 года в 21:33 на переезде 223 км близ ст. Житово (Московская ж. д.) столкновение поезда № 9 Москва — Донецк, локомотив ЧС7-120 (депо «Октябрь», Южная ж. д.), с цементовозом. Секция I электровоза повреждена до степени КР (разбита кабина и её оборудование, повреждён буферный брус главной рамы, сорвано с креплений внутрикузовное оборудование и пр.). В январе 1993 года отправлен на капитально-восстановительный ремонт на Запорожский ЭРЗ. С декабря 1994 года по май 1995 года проводилось восстановление. В обмен на разбитый ЧС7-120 приписки Южной дороги в августе 1991 года (согласно приказу) от Московской дороги передан ЧС7-142 из депо Москва-Курская. В результате, по состоянию на 2017 год, ЧС7-120, работавший на Украине, эксплуатируется в России после восстановления, а российский ЧС7-142 работает на Украине[5].
- 7 ноября 2007 года ЧС7-214 столкнулся на станции Верховцево с грузовым составом. Повреждена кабина и рама. Электровоз отправлен для восстановления на Запорожский ЭРЗ. В мае 2014 года произошло возгорание этого же локомотива около станции Пришиб (Придн ж. д., Украина). Впоследствии локомотив был восстановлен в депо[5].
- В конце августа 2008 года произошло столкновение ЧС7-198 с трактором К-701 на неохраняемом переезде перегона Магнай — Бускуль (Южно-Уральской ж. д.). Не эксплуатировался с 2008 по конец 2012 года. В 2013 году отправлен для восстановления кабины на Ярославский ЭРЗ. В том же году локомотив был восстановлен[5].
- 5 февраля 2007 года в 13:05 ЧС7-183 при следовании с пассажирским поездом Мариуполь — Минск на нерегулируемом переезде произошло столкновение с автомашиной МАЗ-5516 с прицепом, на скорости более 60 км/час. Электровоз получил повреждения до степени заводского ремонта (разбита кабина секции I, часть боковой обшивки). Оборудование кабины восстановлению не подлежало. Электровоз был отправлен для восстановления на Запорожский ЭРЗ. Пострадавших нет. Схода с рельс не было. В 2008 году локомотив замечен в эксплуатации[5].
- 1 мая 2015 года на перегоне Миасс-I — Кисегач ЧС7-015 пострадал в результате возгорания межсекционных соединений c задымлением секции II. Электровоз был отремонтирован и возвращён в эксплуатацию[5][11].
- 8 апреля 2017 года ЧС7-063 серьёзно пострадал в результате столкновения с электропоездом ЭД4МК-0089, после чего электровоз был списан[12][13][14] на перегоне Фили — Кунцево 1. У электропоезда ЭД4МК-0089 после экстренного торможения и ряда ошибок его бригады произошёл отказ тормозной системы, и он самопроизвольно укатился назад под уклон, врезавшись в следовавший за ним ЧС7 с поездом Москва — Брест. В результате у электровоза была полностью смята кабина передней секции, а несколько задних вагонов электропоезда сошли с рельс, перевернулись и были сильно искорёжены до невозможности восстановления[15][16].
- 14 ноября 2017 года ЧС7-028 при следовании с пассажирским поездом Москва — Гомель столкнулся на регулируемом железнодорожном переезде у платформы Жаворонки перегона Одинцово — Голицыно с автомашиной[5].
- 17 июня 2014 года электровоз ЧС7-108 столкнулся на перегоне Курумоч — Мастрюково с машиной ВАЗ-21093, в результате чего получил незначительные повреждения. Вскоре был восстановлен и вернулся в эксплуатацию[5].

## Интересные факты
1. Электровоз ЧС7-318 был построен в 1998 году[5].
2. Также планировалась десятая поставка ЧС7 (82E10)[источник не указан 461 день].
3. На ЧС7-209 и ЧС7-210 с завода была установлена опытная конструкция ходовых тележек[источник не указан 461 день].